# Specie di Salticidae (D-J)
Di seguito sono descritte tutte le specie della famiglia di ragni Salticidae il cui nome scientifico è compreso fra la lettera D e la lettera J, note al 13 luglio 2008.

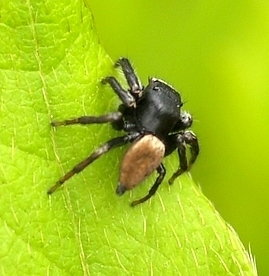
Evarcha albaria, maschio

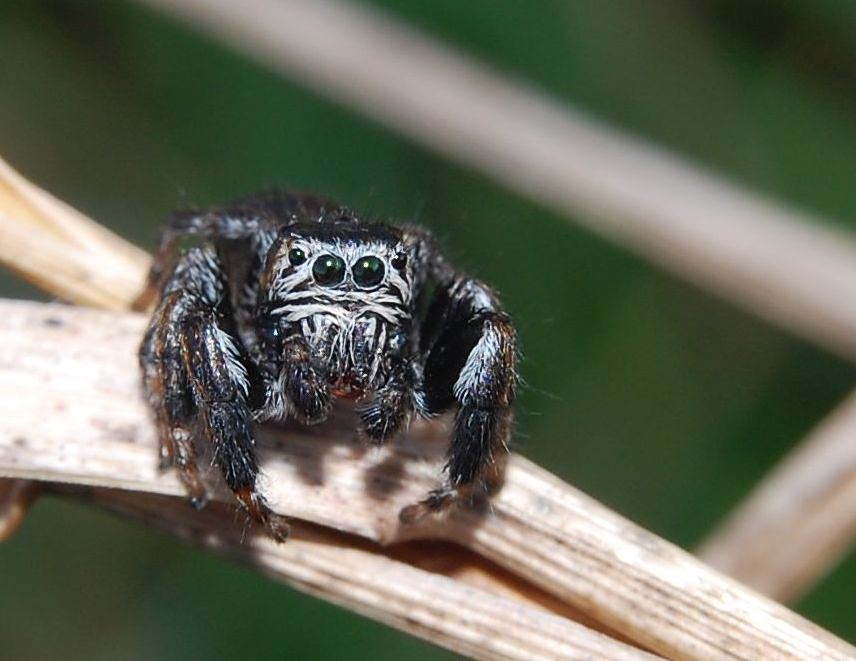
Evarcha arcuata, maschio

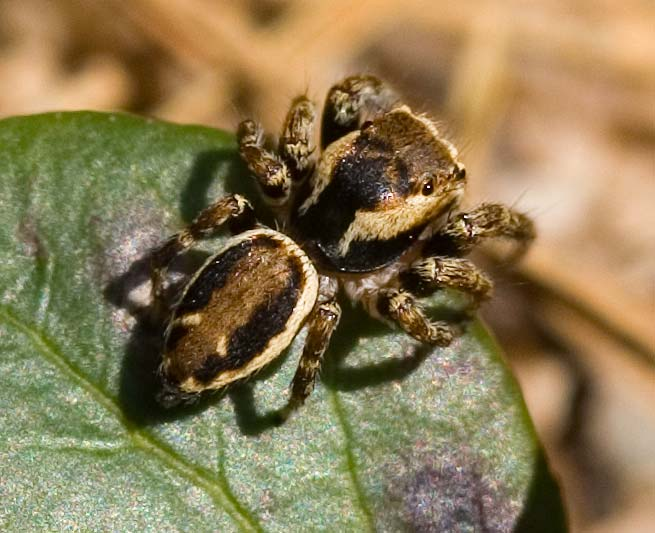
Evarcha falcata, maschio

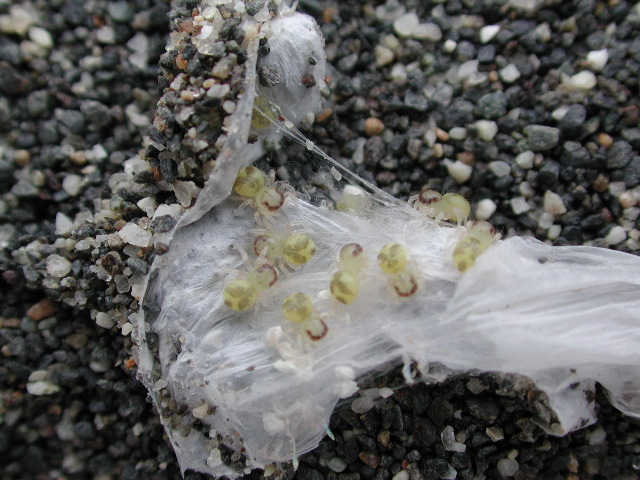
Habronattus amicus, piccoli

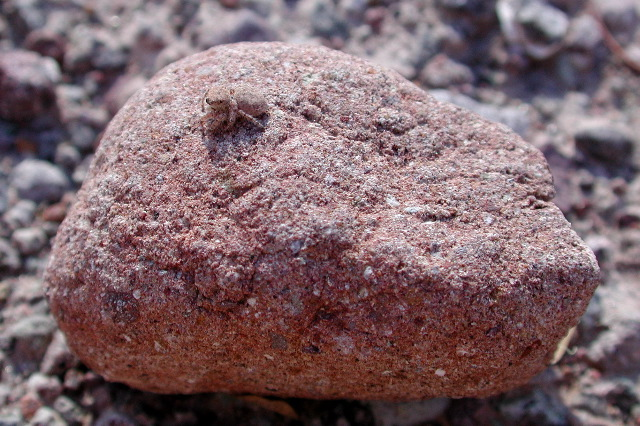
Habronattus ustulatus sulla roccia

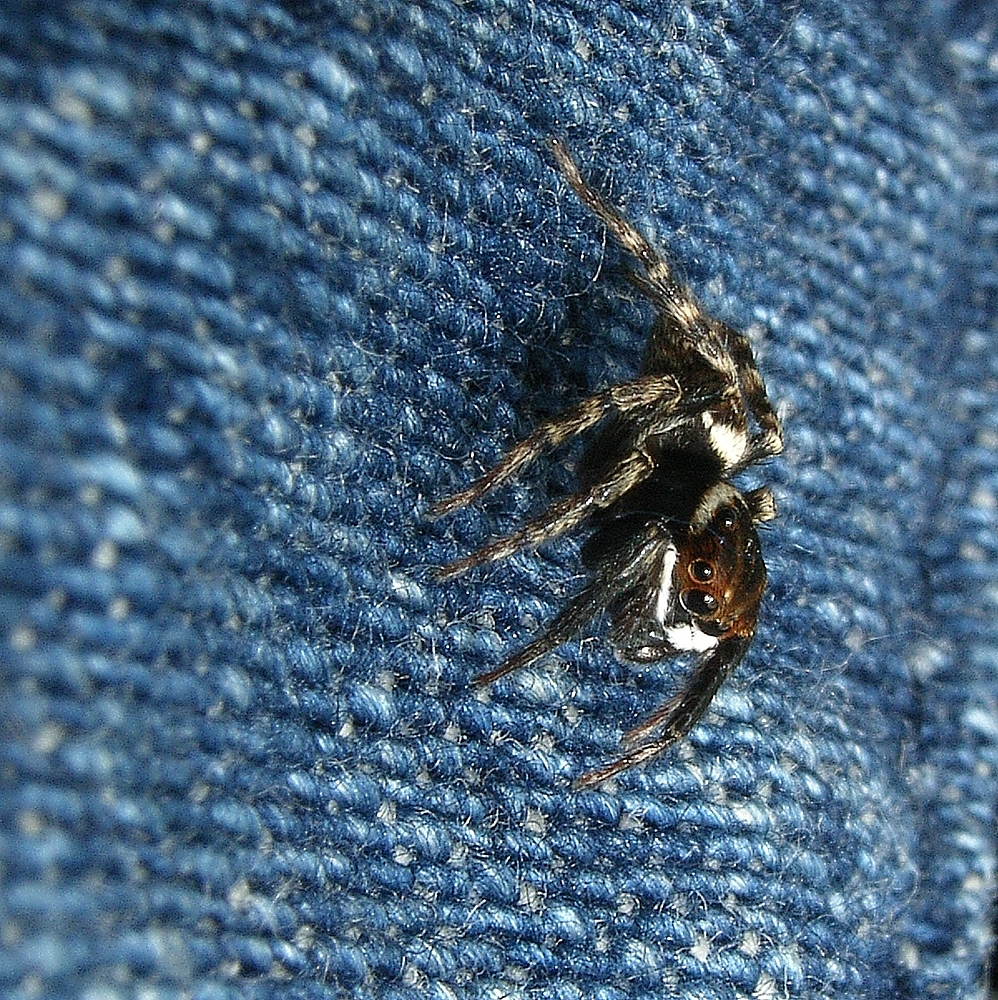
Hasarius adansoni, maschio

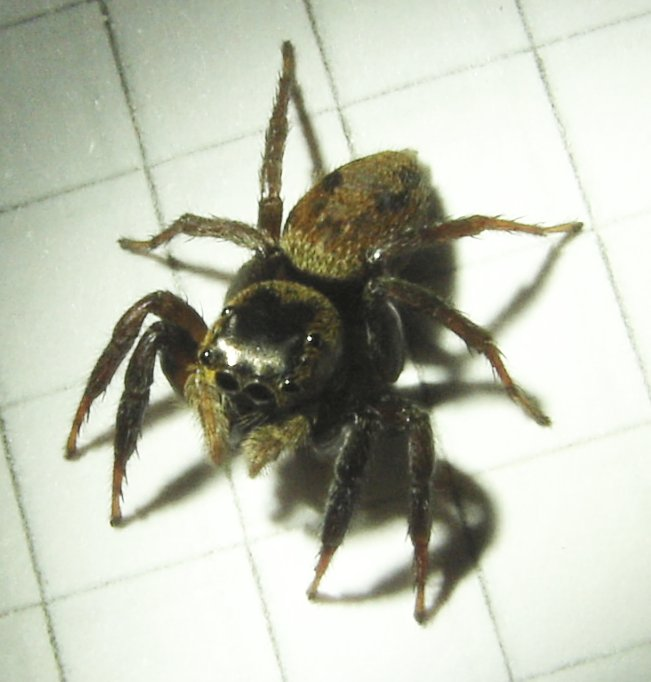
Hasarius adansoni, femmina, vista frontale

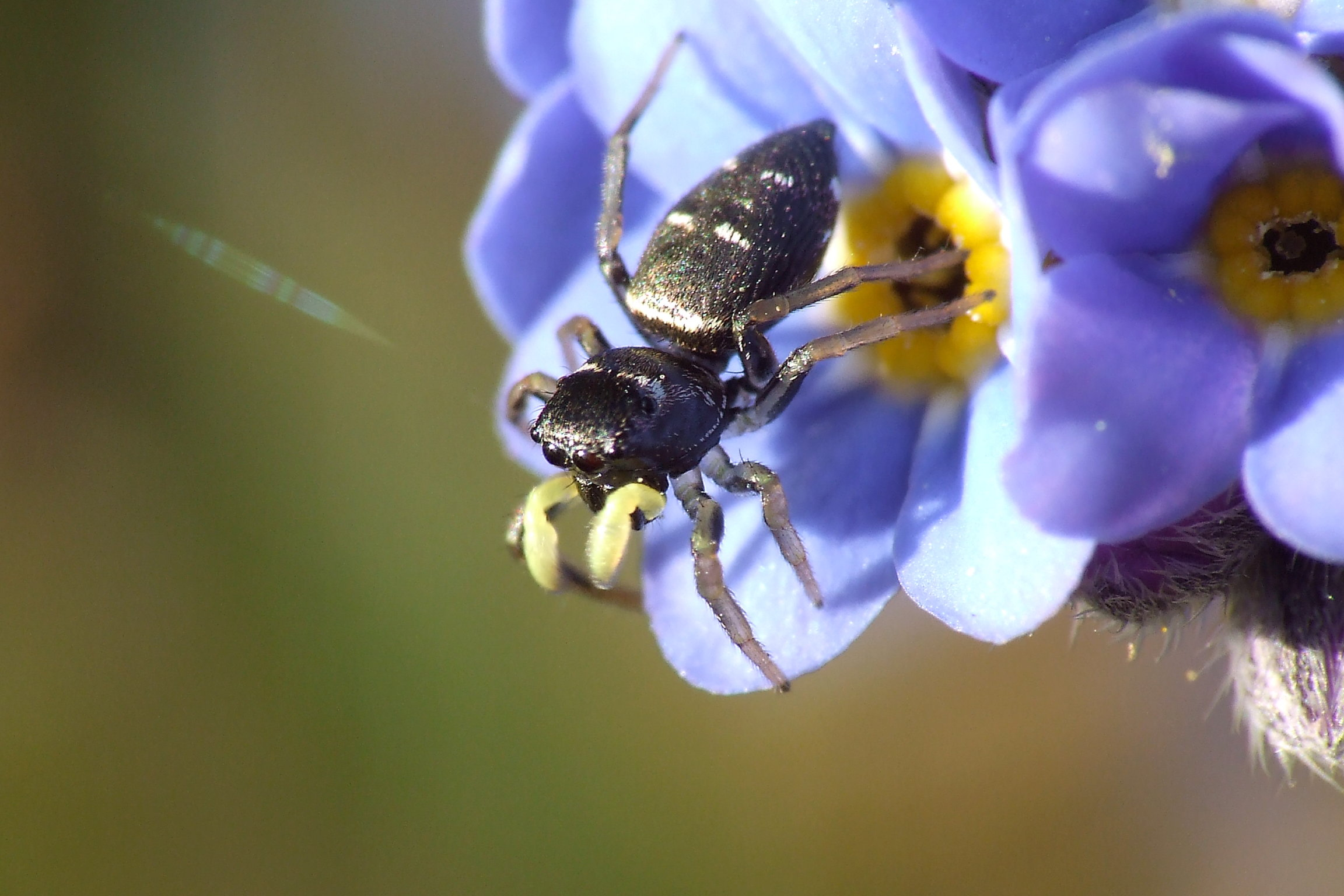
Heliophanus cupreus, femmina

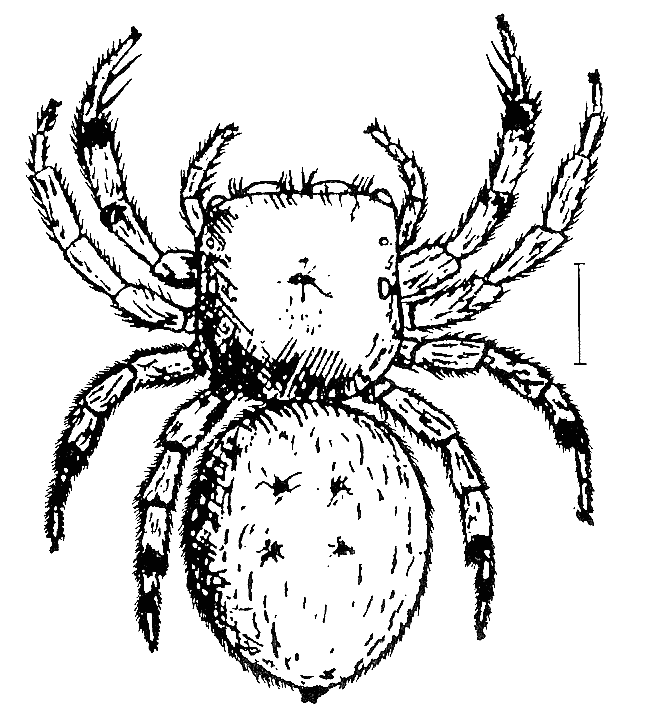
Irura pygaea, disegno

## Damoetas
Damoetas Peckham & Peckham, 1886
- Damoetas nitidus (L. Koch, 1880)[1] — Queensland, Nuovo Galles del Sud

### Specie trasferite
- Damoetas christae Prószynski, 2001;[2].
- Damoetas galianoae Prószynski, 2001;[3]

## Darwinneon
Darwinneon Cutler, 1971
- Darwinneon crypticus Cutler, 1971[1] — Isole Galapagos

## Dasycyptus
Dasycyptus Simon, 1902
- Dasycyptus dimus Simon, 1902[1] — Gabon, Congo
- Dasycyptus dubius Berland & Millot, 1941 — Costa d'Avorio

## Dendryphantes
Dendryphantes C. L. Koch, 1837
- Dendryphantes aethiopicus Wesolowska & Tomasiewicz, 2008 — Etiopia
- Dendryphantes amphibolus Chamberlin, 1916 — Perù
- Dendryphantes andinus Chamberlin, 1916 — Perù
- Dendryphantes arboretus Wesolowska & Cumming, 2008 — Zimbabwe
- Dendryphantes barguzinensis Danilov, 1997 — Russia
- Dendryphantes barrosmachadoi Caporiacco, 1955 — Venezuela
- Dendryphantes biankii Prószynski, 1979 — Russia, Mongolia, Cina
- Dendryphantes bisquinquepunctatus Taczanowski, 1878 — Perù
- Dendryphantes calus Chamberlin, 1916 — Perù
- Dendryphantes caporiaccoi Roewer, 1951 — Karakorum
- Dendryphantes centromaculatus Taczanowski, 1878 — Perù
- Dendryphantes chuldensis Prószynski, 1982 — Mongolia
- Dendryphantes comatus Karsch, 1880 — Siria
- Dendryphantes czekanowskii Prószynski, 1979 — Russia
- Dendryphantes darchan Logunov, 1993 — Mongolia
- Dendryphantes duodecempunctatus Mello-Leitão, 1943 — Argentina
- Dendryphantes fulvipes (Mello-Leitão, 1943) — Cile
- Dendryphantes fulviventris (Lucas, 1846) — Algeria
- Dendryphantes fusconotatus (Grube, 1861) — Russia, Mongolia, Cina
- Dendryphantes hararensis Wesolowska & Cumming, 2008 — Zimbabwe
- Dendryphantes hastatus (Clerck, 1757)[1]  — Regione paleartica
- Dendryphantes hewitti Lessert, 1925 — Africa orientale
- Dendryphantes honestus (C. L. Koch, 1846) — Brasile
- Dendryphantes lanipes C. L. Koch, 1846 — Italia
- Dendryphantes legibilis (Nicolet, 1840) — Cile
- Dendryphantes lepidus (Peckham & Peckham, 1901) — Brasile
- Dendryphantes linzhiensis Hu, 2001 — Cina
- Dendryphantes madrynensis Mello-Leitão, 1940 — Argentina
- Dendryphantes mendicus (C. L. Koch, 1846) — Indie Occidentali
- Dendryphantes modestus (Mello-Leitão, 1941) — Argentina
- Dendryphantes mordax (C. L. Koch, 1846) — Cile, Argentina, Uruguay
- Dendryphantes nicator Wesolowska & van Harten, 1994 — Yemen
- Dendryphantes nigromaculatus (Keyserling, 1885) — USA
- Dendryphantes niveornatus Mello-Leitão, 1936 — Cile
- Dendryphantes nobilis (C. L. Koch, 1846) — America settentrionale
- Dendryphantes ovchinnikovi Logunov & Marusik, 1994 — Kazakistan, Kirghizistan
- Dendryphantes patagonicus Simon, 1905 — Argentina
- Dendryphantes potanini Logunov, 1993 — Cina
- Dendryphantes praeposterus Denis, 1958 — Afghanistan
- Dendryphantes pseudochuldensis Peng, Xie & Kim, 1994 — Cina
- Dendryphantes pugnax (C. L. Koch, 1846) — Messico
- Dendryphantes purcelli Peckham & Peckham, 1903 — Isola di Sant' Elena, Sudafrica
- Dendryphantes quaesitus Wesolowska & van Harten, 1994 — Yemen
- Dendryphantes rafalskii Wesolowska, 2000 — Zimbabwe
- Dendryphantes ravidus (Simon, 1868) — Polonia, Lituania, Russia
- Dendryphantes reimoseri Roewer, 1951 — Brasile
- Dendryphantes rudis (Sundevall, 1833) — Regione paleartica
- Dendryphantes sacci Simon, 1886 — Bolivia
- Dendryphantes schultzei Simon, 1910 — Namibia
- Dendryphantes secretus Wesolowska, 1995 — Kazakistan
- Dendryphantes sedulus (Blackwall, 1865) — Isole Capo Verde
- Dendryphantes seriatus Taczanowski, 1878 — Perù
- Dendryphantes sexguttatus (Mello-Leitão, 1945) — Argentina
- Dendryphantes villarrica Richardson, 2010 - Cile
- Dendryphantes strenuus (C. L. Koch, 1846) — Messico
- Dendryphantes tuvinensis Logunov, 1991 — Russia, Kazakistan, Mongolia
- Dendryphantes yadongensis Hu, 2001 — Cina
- Dendryphantes zygoballoides Chamberlin, 1924 — Messico

## Depreissia
Depreissia Lessert, 1942
- Depreissia decipiens Deeleman-Reinhold & Floren, 2003 — Borneo
- Depreissia myrmex Lessert, 1942[1] — Congo

## Descanso
Descanso Peckham & Peckham, 1892
- Descanso chapoda Peckham & Peckham, 1892 — Brasile
- Descanso discicollis (Taczanowski, 1878) — Perù
- Descanso formosus Bryant, 1943 — Hispaniola
- Descanso insolitus Chickering, 1946 — Panama
- Descanso magnus Bryant, 1943 — Hispaniola
- Descanso montanus Bryant, 1943 — Hispaniola
- Descanso peregrinus Chickering, 1946 — Panama
- Descanso sobrius Galiano, 1986 — Brasile
- Descanso vagus Peckham & Peckham, 1892[1] — Brasile
- Descanso ventrosus Galiano, 1986 — Brasile

## Dexippus
Dexippus Thorell, 1891
- Dexippus kleini Thorell, 1891[1]  — Sumatra
- Dexippus taiwanensis Peng & Li, 2002 — Taiwan
- Dexippus topali Prószynski, 1992 — India

## Diagondas
Diagondas Simon, 1902
- Diagondas viridiaureus Simon, 1902[1] — Brasile

## Dinattus
Dinattus Bryant, 1943
- Dinattus erebus Bryant, 1943 — Hispaniola
- Dinattus heros Bryant, 1943[1] — Hispaniola
- Dinattus minor Bryant, 1943 — Hispaniola

## Diolenius
Diolenius Thorell, 1870
- Diolenius albopiceus Hogg, 1915 — Nuova Guinea
- Diolenius amplectens Thorell, 1881 — Nuova Guinea
- Diolenius angustipes Gardzinska & Zabka, 2006 — Isole Biak (Nuova Guinea)
- Diolenius armatissimus Thorell, 1881 — Arcipelago delle Molucche
- Diolenius bicinctus Simon, 1884 — Arcipelago delle Molucche, Nuova Guinea
- Diolenius decorus Gardzinska & Zabka, 2006 — Nuova Guinea
- Diolenius infulatus Gardzinska & Zabka, 2006 — Nuova Guinea, Nuova Britannia
- Diolenius insignitus Gardzinska & Zabka, 2006 — Arcipelago delle Molucche
- Diolenius lineatus Gardzinska & Zabka, 2006 — Nuova Guinea
- Diolenius lugubris Thorell, 1881 — Nuova Guinea, Nuova Britannia
- Diolenius paradoxus Gardzinska & Zabka, 2006 — Nuova Guinea
- Diolenius phrynoides (Walckenaer, 1837)[1] — Ambon (Arcipelago delle Molucche), Nuova Guinea
- Diolenius redimiculatus Gardzinska & Zabka, 2006 — Nuova Guinea
- Diolenius varicus Gardzinska & Zabka, 2006 — Nuova Guinea
- Diolenius virgatus Gardzinska & Zabka, 2006 — Nuova Guinea

## Diplocanthopoda
Diplocanthopoda Abraham, 1925
- Diplocanthopoda hatamensis (Thorell, 1881) — Malaysia, Nuova Guinea
- Diplocanthopoda marina Abraham, 1925[1] — Malaysia

## Dolichoneon
Dolichoneon Caporiacco, 1935
- Dolichoneon typicus Caporiacco, 1935[1] — Karakorum

## Donaldius
Donaldius Chickering, 1946
- Donaldius lucidus Chickering, 1946[1] — Panama

## Donoessus
Donoessus Simon, 1902
- Donoessus nigriceps (Simon, 1899)[1] — Sumatra
- Donoessus striatus Simon, 1902 — Borneo

## Eburneana
Eburneana Wesolowska & Szűts, 2001
- Eburneana magna Wesolowska & Szüts, 2001 — Costa d'Avorio
- Eburneana scharffi Wesolowska & Szüts, 2001[1] — Tanzania
- Eburneana wandae Szüts, 2003 — Camerun

## Echeclus
Echeclus Thorell, 1890
- Echeclus concinnus Thorell, 1890[1] — Malesia

## Echinussa
Echinussa Simon, 1901
- Echinussa imerinensis Simon, 1901 — Madagascar
- Echinussa praedatoria (Keyserling, 1877) — Madagascar
- Echinussa vibrabunda (Simon, 1886)[1] — Madagascar

## Edilemma
Edilemma Ruiz & Brescovit, 2006
- Edilemma foraminifera Ruiz & Brescovit, 2006[1] — Brasile

## Efate
Efate Berland, 1938
- Efate albobicinctus Berland, 1938[1] — Guam, Isole Caroline, Nuove Ebridi, Isole Samoa, Isole Figi
- Efate fimbriatus Berry, Beatty & Prószynski, 1996 — Isole Caroline, Isole Marshall
- Efate raptor Berry, Beatty & Prószynski, 1996 — Isole Figi

## Emathis
Emathis Simon, 1899
- Emathis astorgasensis Barrion & Litsinger, 1995 — Filippine
- Emathis coprea (Thorell, 1890) — Sumatra
- Emathis luteopunctata Petrunkevitch, 1930 — Porto Rico
- Emathis makilingensis Barrion & Litsinger, 1995 — Filippine
- Emathis minuta Petrunkevitch, 1930 — Porto Rico
- Emathis portoricensis Petrunkevitch, 1930 — Porto Rico
- Emathis scabra (Thorell, 1890) — Sumatra
- Emathis tetuani Petrunkevitch, 1930 — Porto Rico
- Emathis unispina Franganillo, 1930 — Cuba
- Emathis weyersi Simon, 1899[1] — da Sumatra alle Filippine

## Empanda
Empanda Simon, 1903
- Empanda ornata (Peckham & Peckham, 1885)[1] — Guatemala

## Encolpius
Encolpius Simon, 1900
- Encolpius albobarbatus Simon, 1900[1] — Brasile
- Encolpius fimbriatus Crane, 1943 — Venezuela
- Encolpius guaraniticus Galiano, 1968 — Argentina

## Encymachus
Encymachus Simon, 1902
- Encymachus hesperus Lawrence, 1927 — Namibia
- Encymachus livingstonei Simon, 1902[1] — Africa

## Enoplomischus
Enoplomischus Giltay, 1931
- Enoplomischus ghesquierei Giltay, 1931[1] — Costa d'Avorio, Repubblica Democratica del Congo
- Enoplomischus spinosus Wesolowska, 2005 — Kenya

## Epeus
Epeus Peckham & Peckham, 1886
- Epeus alboguttatus (Thorell, 1887) — Cina, Birmania, Vietnam
- Epeus albus Prószynski, 1992 — India
- Epeus bicuspidatus (Song, Gu & Chen, 1988) — Cina
- Epeus chilapataensis (Biswas & Biswas, 1992) — India
- Epeus edwardsi Barrion & Litsinger, 1995 — Filippine
- Epeus exdomus Jastrzebski, 2010 — Nepal
- Epeus flavobilineatus (Doleschall, 1859) — Giava
- Epeus furcatus Zhang, Song & Li, 2003 — Singapore
- Epeus glorius Zabka, 1985 — Cina, Vietnam
- Epeus guangxi Peng & Li, 2002 — Cina
- Epeus hawigalboguttatus Barrion & Litsinger, 1995 — Filippine
- Epeus indicus Prószynski, 1992 — India
- Epeus mirus (Peckham & Peckham, 1907) — Borneo
- Epeus tener (Simon, 1877) — Giava

## Epidelaxia
Epidelaxia Simon, 1902
- Epidelaxia albocruciata Simon, 1902 — Sri Lanka
- Epidelaxia albostellata Simon, 1902[1] — Sri Lanka
- Epidelaxia obscura Simon, 1902 — Sri Lanka

## Epocilla
Epocilla Thorell, 1887
- Epocilla aurantiaca (Simon, 1885) — dall'India alla Malesia
- Epocilla blairei Zabka, 1985 — Cina, Vietnam
- Epocilla calcarata (Karsch, 1880) — dalla Cina a Celebes, Isole Seychelles, Hawaii
- Epocilla chimakothiensis Jastrzebski, 2007 — Bhutan
- Epocilla femoralis Simon, 1901 — Sumatra
- Epocilla innotata Thorell, 1895 — Birmania
- Epocilla mauriciana Simon, 1901 — Mauritius
- Epocilla picturata Simon, 1901 — Cina
- Epocilla praetextata Thorell, 1887[1] — Bhutan, dalla Birmania a Giava
- Epocilla xylina Simon, 1906 — India

## Erasinus
Erasinus Simon, 1899
- Erasinus flagellifer Simon, 1899[1] — Sumatra
- Erasinus flavibarbis Simon, 1902 — Giava
- Erasinus gracilis Peckham & Peckham, 1907 — Borneo

## Ergane
Ergane L. Koch, 1881
- Ergane benjarei (Peckham & Peckham, 1907) — Borneo
- Ergane carinata Berry, Beatty & Prószynski, 1996 — Filippine, Isole Caroline
- Ergane cognata L. Koch, 1881[1] — Territorio del Nord (Australia)
- Ergane insulana L. Koch, 1881 — Australia

## Erica
Erica Peckham & Peckham, 1892
- Erica eugenia Peckham & Peckham, 1892[1] — da Panamá al Brasile

## Eris
Eris C. L. Koch, 1846

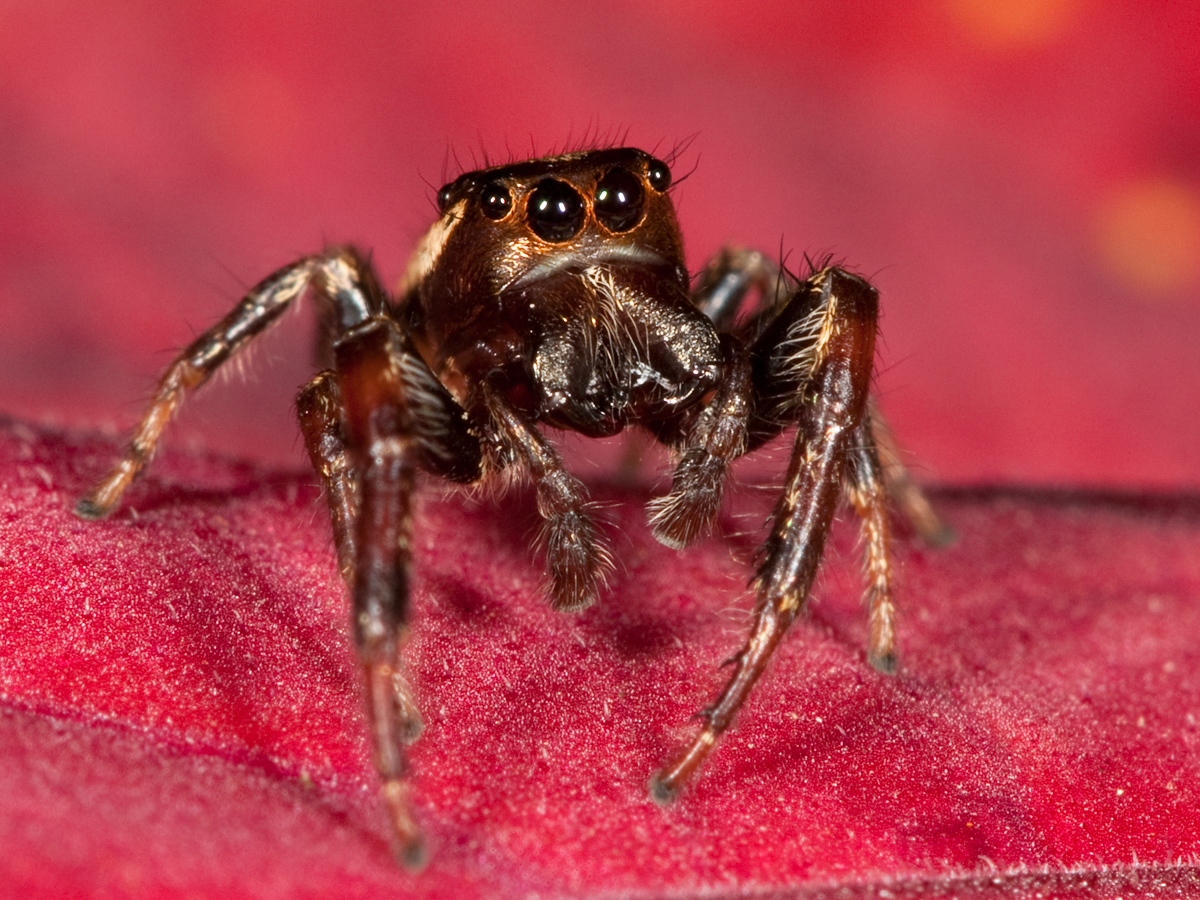
Eris militaris, maschio adulto

- Eris bulbosa (Karsch, 1880) — Messico
- Eris flava (Peckham & Peckham, 1888) — dagli USA ad Hispaniola
- Eris floridana (Banks, 1904) — USA
- Eris illustris C. L. Koch, 1846 — Porto Rico
- Eris militaris (Hentz, 1845)[1] — USA, Canada, Alaska
- Eris perpacta (Chickering, 1946) — Panama
- Eris perpolita (Chickering, 1946) — Panama
- Eris riedeli (Schmidt, 1971) — Ecuador o Colombia
- Eris rufa (C. L. Koch, 1846) — USA
- Eris tricolor (C. L. Koch, 1846) — Messico
- Eris trimaculata (Banks, 1898) — Messico
- Eris valida (Chickering, 1946) — Panama

## Euophrys
Euophrys C. L. Koch, 1834

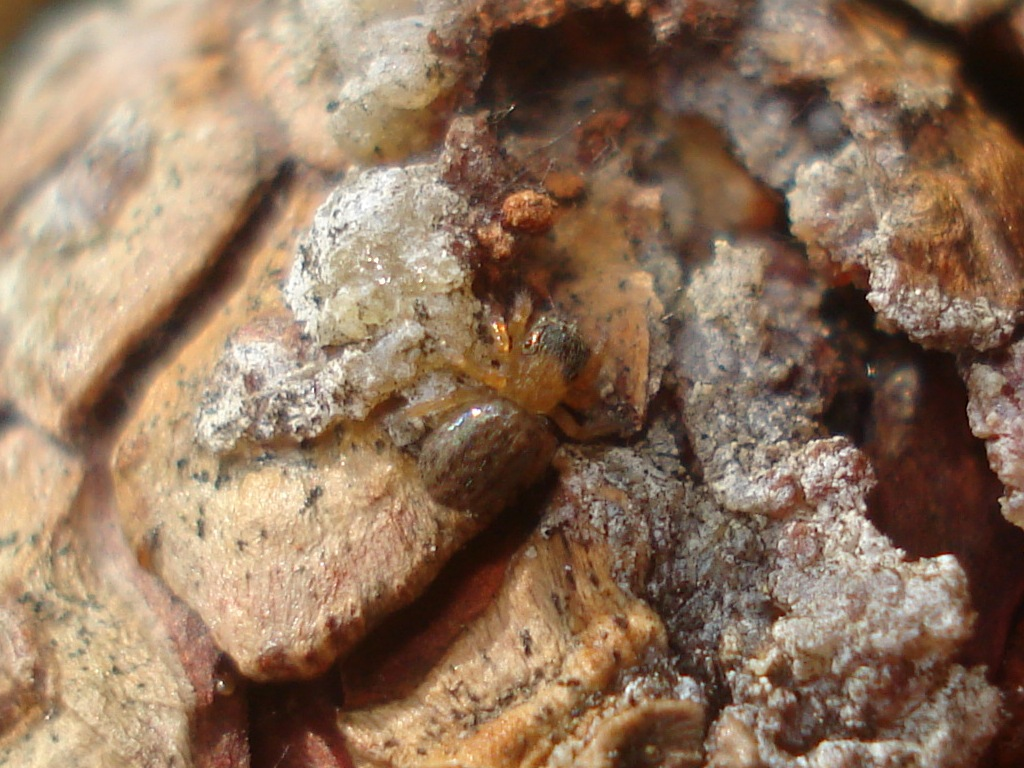
Euophrys frontalis

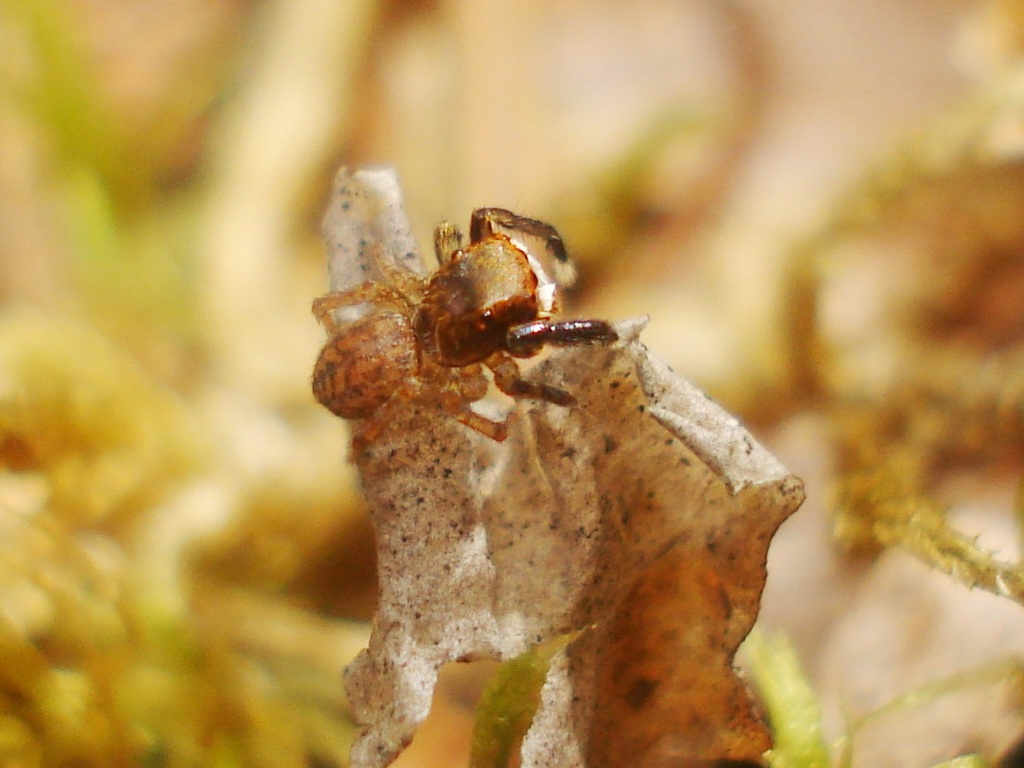
Euophrys frontalis

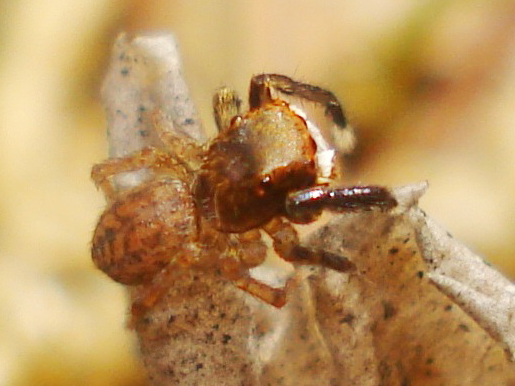
Euophrys frontalis

1. Euophrys acripes (Simon, 1871) — Corsica
2. Euophrys alabardata Caporiacco, 1947 — Etiopia
3. Euophrys albimana Denis, 1937 — Algeria
4. Euophrys albopalpalis Bao & Peng, 2002 — Taiwan
5. Euophrys albopatella Petrunkevitch, 1914 — Birmania
6. Euophrys alticola Denis, 1955 — Francia, Spagna
7. Euophrys ambigua C. L. Koch, 1846 — Suriname
8. Euophrys a-notata Mello-Leitão, 1940 — Argentina
9. Euophrys arenaria (Urquhart, 1888) — Nuova Zelanda
10. Euophrys astuta (Simon, 1871) — Marocco
11. Euophrys atrata Song & Chai, 1992 — Cina
12. Euophrys auricolor Dyal, 1935 — Pakistan
13. Euophrys aurifrons Taczanowski, 1878 — Perù
14. Euophrys baliola (Simon, 1871) — Corsica
15. Euophrys banksi Roewer, 1951 — Messico
16. Euophrys bifoveolata Tullgren, 1905 — Argentina
17. Euophrys bryophila Berry, Beatty & Prószynski, 1996 — Isole Figi
18. Euophrys bulbus Bao & Peng, 2002 — Taiwan
19. Euophrys canariensis Denis, 1941 — Isole Canarie
20. Euophrys capicola Simon, 1901 — Sudafrica
21. Euophrys catherinae Prószynski, 2000 — Egitto
22. Euophrys concolorata Roewer, 1951 — Karakorum
23. Euophrys convergentis Strand, 1906 — Algeria, Tunisia, Libia
24. Euophrys cooki Zabka, 1985 — Vietnam
25. Euophrys crux Taczanowski, 1878 — Perù
26. Euophrys declivis (Karsch, 1879)[4]— Sri Lanka
27. Euophrys dhaulagirica Zabka, 1980 — Nepal
28. Euophrys difficilis (Simon, 1868) — Europa meridionale
29. Euophrys evae Zabka, 1981 — Himalaya
30. Euophrys everestensis Wanless, 1975 — Tibet
31. Euophrys ferrumequinum Taczanowski, 1878 — Ecuador, Perù
32. Euophrys flavoatra (Grube, 1861) — Russia
33. Euophrys flordellago Richardson, 2010[5] — Brasile, Cile
34. Euophrys frontalis (Walckenaer, 1802)[1] — Regione paleartica
35. Euophrys fucata (Simon, 1868) — Turchia
36. Euophrys gambosa (Simon, 1868) — Mediterraneo
  - Euophrys gambosa mediocris Simon, 1937 — Europa meridionale
37. Euophrys granulata Denis, 1947 — Egitto
38. Euophrys herbigrada (Simon, 1871) — Europa
39. Euophrys infausta Peckham & Peckham, 1903 — Africa meridionale
40. Euophrys innotata (Simon, 1868) — Mediterraneo occidentale
41. Euophrys jirica Zabka, 1980 — Nepal
42. Euophrys kataokai Ikeda, 1996 — Russia, Corea, Cina, Giappone
43. Euophrys kawkaban Wesolowska & van Harten, 2007 — Yemen
44. Euophrys kirghizica Logunov, 1997 — Kirghizistan
45. Euophrys kittenbergeri Caporiacco, 1947 — Africa orientale
46. Euophrys kororensis Berry, Beatty & Prószynski, 1996 — Isole Caroline
47. Euophrys laetata Simon, 1904 — Cile
48. Euophrys leipoldti Peckham & Peckham, 1903 — Sudafrica
49. Euophrys leucopalpis Taczanowski, 1878 — Perù
50. Euophrys leucostigma C. L. Koch, 1846 — Brasile
51. Euophrys littoralis Soyer, 1959 — Francia
52. Euophrys lunata Bertkau, 1880 — Brasile
53. Euophrys luteolineata (Simon, 1871) — Corsica
54. Euophrys manicata (Simon, 1871) — Marocco
55. Euophrys mapuche Galiano, 1968 — Cile
56. Euophrys marmarica Caporiacco, 1928 — Libia
57. Euophrys maura Taczanowski, 1878 — Perù
58. Euophrys megastyla Caporiacco, 1949 — Kenya
59. Euophrys melanoleuca Mello-Leitão, 1944 — Argentina
60. Euophrys menemerella Strand, 1909 — Sudafrica
61. Euophrys minuta Prószynski, 1992 — India
62. Euophrys monadnock Emerton, 1891 — USA, Canada
63. Euophrys mottli Kolosváry, 1934 — Slovacchia
64. Euophrys namulinensis Hu, 2001 — Cina
65. Euophrys nanchonensis Taczanowski, 1878 — Perù
66. Euophrys nangqianensis Hu, 2001 — Cina
67. Euophrys nepalica Zabka, 1980 — Nepal, Cina
68. Euophrys newtoni Peckham & Peckham, 1896 — America centrale
69. Euophrys nigrescens Caporiacco, 1940 — Somalia
70. Euophrys nigripalpis Simon, 1937 — Francia, Corsica
71. Euophrys nigritarsis (Simon, 1868) — Francia
72. Euophrys nigromaculata (Lucas, 1846) — Algeria
73. Euophrys omnisuperstes Wanless, 1975 — Nepal
74. Euophrys patagonica Simon, 1905 — Argentina
75. Euophrys patellaris Denis, 1957 — Spagna
76. Euophrys pelzelni Taczanowski, 1878 — Perù
77. Euophrys peruviana Taczanowski, 1878 — Perù
78. Euophrys pexa Simon, 1937 — Francia
79. Euophrys poloi Zabka, 1985 — Vietnam
80. Euophrys proszynskii Logunov, Cutler & Marusik, 1993 — Russia, Kazakistan
81. Euophrys pseudogambosa Strand, 1915 — Israele
82. Euophrys pulchella Peckham & Peckham, 1893 — Isole Saint Vincent e Grenadine (Piccole Antille)
83. Euophrys purcelli Peckham & Peckham, 1903 — Sudafrica
84. Euophrys quadricolor Taczanowski, 1878 — Perù
85. Euophrys quadripunctata (Lucas, 1846) — Algeria
86. Euophrys quadrispinosa Lawrence, 1938 — Sudafrica
87. Euophrys rapida C. L. Koch, 1846 — Cile
88. Euophrys rosenhaueri L. Koch, 1856 — Spagna
89. Euophrys rubroclypea Dyal, 1935 — Pakistan
90. Euophrys rufa Dyal, 1935 — Pakistan
91. Euophrys rufibarbis (Simon, 1868) — Regione paleartica
92. Euophrys rufimana (Simon, 1875) — Francia
93. Euophrys rusticana (Nicolet, 1849) — Cile
94. Euophrys saitiformis Simon, 1901 — Cile, Argentina
95. Euophrys sanctimatei Taczanowski, 1878 — Perù
96. Euophrys sedula (Simon, 1875) — Francia
97. Euophrys semiglabrata (Simon, 1868) — Portogallo, Spagna, Francia
98. Euophrys semirufa Simon, 1884 — Siria
99. Euophrys sima Chamberlin, 1916 — Perù
100. Euophrys sinapicolor Taczanowski, 1878 — Perù
101. Euophrys striolata (C. L. Koch, 1846) — Europa settentrionale e centrale
102. Euophrys sulphurea (L. Koch, 1867) — Europa meridionale, Siria
103. Euophrys sutrix Holmberg, 1875 — Paraguay, Uruguay, Argentina
104. Euophrys talassica Logunov, 1997 — Kirghizistan
105. Euophrys tehuelche Galiano, 1968 — Cile
106. Euophrys terrestris (Simon, 1871) — Europa
107. Euophrys testaceozonata Caporiacco, 1922 — Italia
108. Euophrys turkmenica Logunov, 1997 — Turkmenistan
109. Euophrys uralensis Logunov, Cutler & Marusik, 1993 — Russia, Asia centrale
110. Euophrys valens Bösenberg & Lenz, 1895 — Africa orientale
111. Euophrys vestita Taczanowski, 1878 — Perù
112. Euophrys vetusta C. L. Koch, 1846 — Saint Thomas (mar dei Caraibi)
113. Euophrys wanyan Berry, Beatty & Prószynski, 1996 — Isole Caroline
114. Euophrys wenxianensis Yang & Tang, 1997 — Cina
115. Euophrys ysobolii Peckham & Peckham, 1896 — Guatemala
116. Euophrys yulungensis Zabka, 1980 — Cina, Nepal

## Eupoa
Eupoa Zabka, 1985
- Eupoa hainanensis Peng & Kim, 1997 — Cina
- Eupoa jingwei Maddison & Zhang, 2007 — Cina
- Eupoa liaoi Peng & Li, 2006 — Cina
- Eupoa maculata Peng & Kim, 1997 — Cina
- Eupoa nezha Maddison & Zhang, 2007 — Cina
- Eupoa prima Zabka, 1985[1] — Vietnam
- Eupoa yunnanensis Peng & Kim, 1997 — Cina

## Euryattus
Euryattus Thorell, 1881
- Euryattus bleekeri (Doleschall, 1859) — dallo Sri Lanka al Queensland
- Euryattus breviusculus (Simon, 1902) — Sri Lanka
- Euryattus celebensis (Merian, 1911) — Celebes
- Euryattus junxiae Prószynski & Deeleman-Reinhold, 2010 — Sumbawa (Piccole isole della Sonda)
- Euryattus leopoldi (Roewer, 1938) — Nuova Guinea, Isole Aru
- Euryattus myiopotami (Thorell, 1881) — Nuova Guinea
- Euryattus porcellus Thorell, 1881[1] — Nuova Guinea
- Euryattus venustus (Doleschall, 1859) — Ambon (Arcipelago delle Molucche), Nuova Guinea
- Euryattus wallacei (Thorell, 1881) — Queensland

## Eustiromastix
Eustiromastix Simon, 1902
- Eustiromastix bahiensis Galiano, 1979 — Brasile
- Eustiromastix efferatus Bauab & Soares, 1978 — Brasile
- Eustiromastix falcatus Galiano, 1981 — Trinidad
- Eustiromastix intermedius Galiano, 1979 — Venezuela
- Eustiromastix keyserlingi (Taczanowski, 1878) — Perù
- Eustiromastix macropalpus Galiano, 1979 — Brasile
- Eustiromastix major Simon, 1902 — Guiana francese, Brasile
- Eustiromastix moraballi Mello-Leitão, 1940 — Venezuela, Guyana
- Eustiromastix nativo Santos & Romero, 2004 — Brasile
- Eustiromastix obscurus (Peckham & Peckham, 1893)[1] — Isole Saint Vincent e Grenadine (Piccole Antille)
- Eustiromastix vincenti (Peckham & Peckham, 1893) — Isole Saint Vincent e Grenadine (Piccole Antille)

## Evarcha
Evarcha Simon, 1902

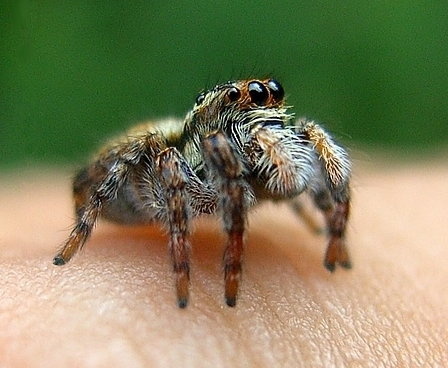
Evarcha albaria, femmina

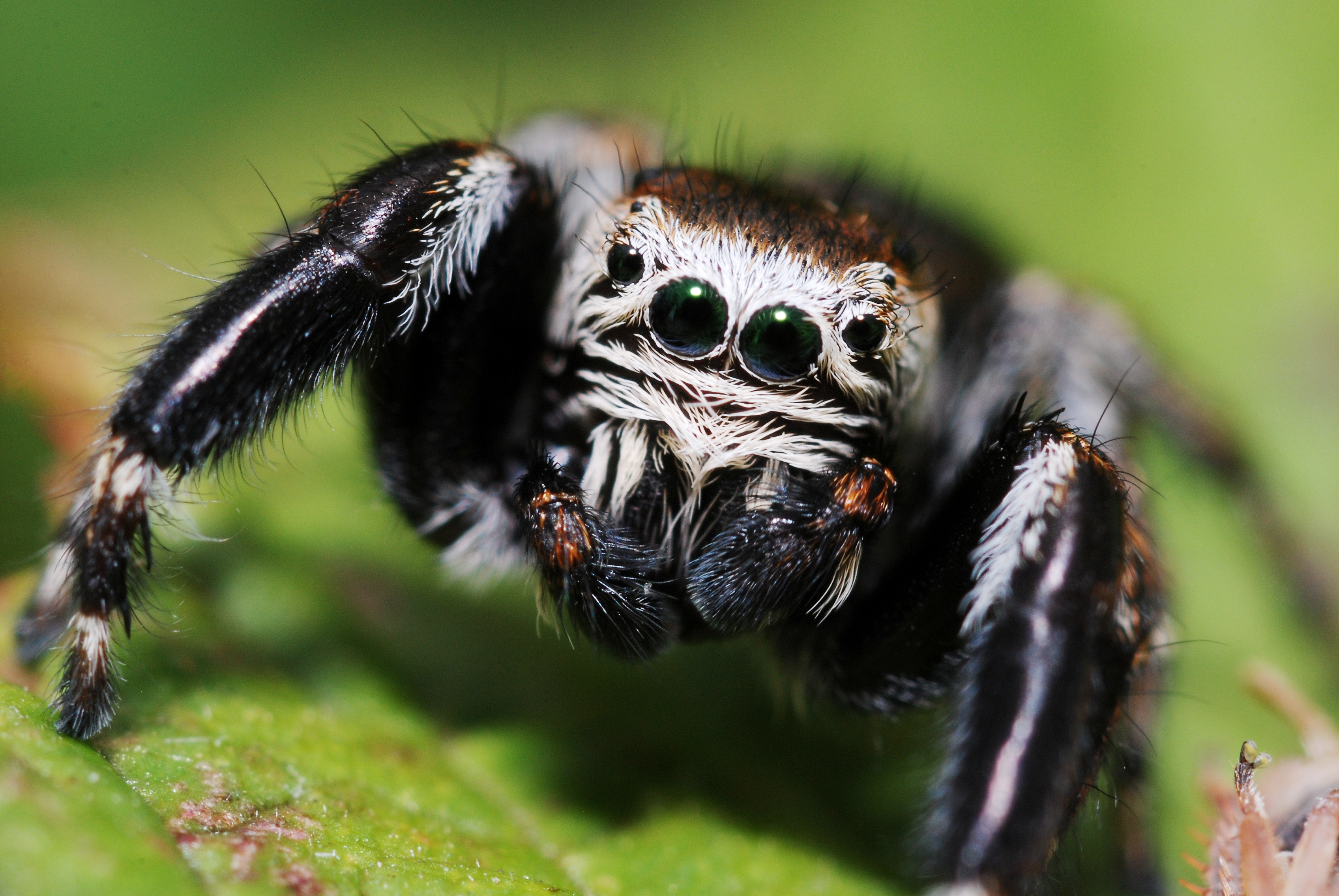
Evarcha arcuata, maschio

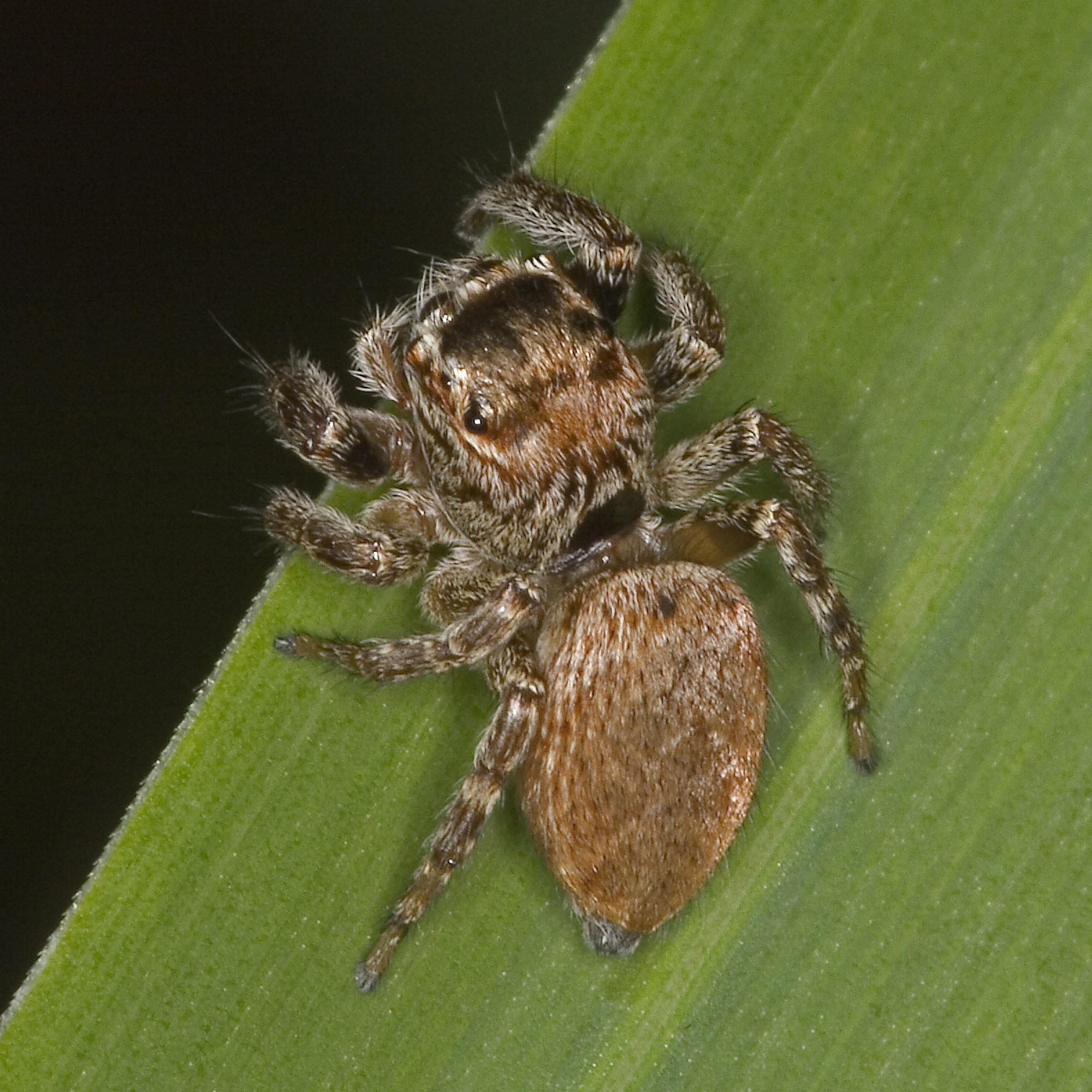
Evarcha falcata, femmina

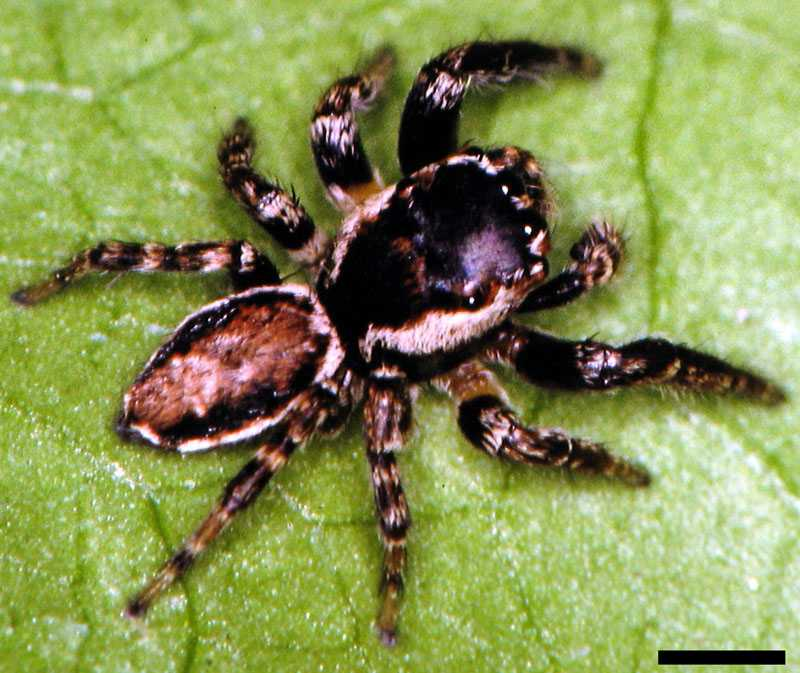
Evarcha hoyi, maschio

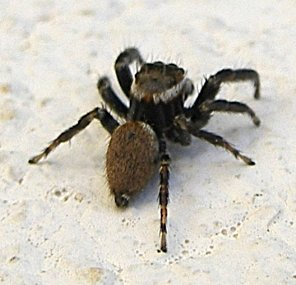
Evarcha jucunda

1. Evarcha acuta Wesolowska, 2006 — Namibia
2. Evarcha albaria (L. Koch, 1878) — Russia, Cina, Corea, Giappone
3. Evarcha amabilis (C. L. Koch, 1846) — USA
4. Evarcha annae (Peckham & Peckham, 1903) — Sudafrica
5. Evarcha aposto Wesolowska & Tomasiewicz, 2008 — Etiopia
6. Evarcha arabica Wesolowska & van Harten, 2007 — Yemen
7. Evarcha arcuata (Clerck, 1757) — Regione paleartica
8. Evarcha armeniaca Logunov, 1999 — Armenia, Azerbaigian
9. Evarcha awashi Wesolowska & Tomasiewicz, 2008 — Etiopia
10. Evarcha bakorensis Rollard & Wesolowska, 2002 — Guinea
11. Evarcha bicoronata (Simon, 1901) — Hong Kong
12. Evarcha bicuspidata Peng & Li, 2003 — Vietnam
13. Evarcha bihastata Wesolowska & Russell-Smith, 2000 — Tanzania
14. Evarcha bulbosa Zabka, 1985 — Cina, Vietnam
15. Evarcha cancellata (Simon, 1902) — Sri Lanka, Giava
16. Evarcha certa Rollard & Wesolowska, 2002 — Guinea, Etiopia
17. Evarcha chappuisi Lessert, 1925 — Africa orientale
18. Evarcha chubbi Lessert, 1925 — Africa orientale
19. Evarcha coreana Seo, 1988 — Cina, Corea
20. Evarcha crinita Logunov & Zamanpoore, 2005 — Afghanistan
21. Evarcha culicivora Wesolowska & Jackson, 2003 — Kenya
22. Evarcha darinurica Logunov, 2001 — Afghanistan
23. Evarcha digitata Peng & Li, 2002 — Cina
24. Evarcha dubia (Kulczyński, 1901) — Etiopia
25. Evarcha elegans Wesolowska & Russell-Smith, 2000 — Etiopia, Tanzania
26. Evarcha eriki Wunderlich, 1987 — Isole Canarie
27. Evarcha falcata (Clerck, 1757)[1] — Regione paleartica
  - Evarcha falcata nigrofusca (Strand, 1900) — Norvegia
  - Evarcha falcata xinglongensis Yang & Tang, 1996 — Cina
28. Evarcha fasciata Seo, 1992 — Cina, Corea, Giappone
29. Evarcha flavocincta (C. L. Koch, 1846) — dalla Cina a Giava
30. Evarcha gausapata (Thorell, 1890) — Sumatra, Giava
31. Evarcha hirticeps (Song & Chai, 1992) — Cina
32. Evarcha hoyi (Peckham & Peckham, 1883) — USA, Canada
33. Evarcha hunanensis Peng, Xie & Kim, 1993 — Cina
34. Evarcha hyllinella Strand, 1913 — Lombok (Indonesia)
35. Evarcha ignea Wesolowska & Cumming, 2008 — Zimbabwe
36. Evarcha improcera Wesolowska & van Harten, 2007 — Yemen
37. Evarcha infrastriata (Keyserling, 1881) — Queensland
38. Evarcha jucunda (Lucas, 1846) — Mediterraneo, introdotto in Belgio
39. Evarcha kirghisica Rakov, 1997 — Kirghizistan
40. Evarcha kochi Simon, 1902 — Giava, Lombok
41. Evarcha laetabunda (C. L. Koch, 1846) — Regione paleartica
42. Evarcha maculata Rollard & Wesolowska, 2002 — Guinea, Etiopia
43. Evarcha madagascariensis Prószynski, 1992 — Madagascar
44. Evarcha michailovi Logunov, 1992 — Francia, Russia, Asia centrale, Cina
45. Evarcha mirabilis Wesolowska & Haddad, 2009 — Sudafrica
46. Evarcha mongolica Danilov & Logunov, 1994 — Russia, Cina
47. Evarcha mustela (Simon, 1902) — Africa orientale e meridionale
48. Evarcha natalica Simon, 1902 — Sudafrica
49. Evarcha negevensis Prószynski, 2000 — Israele
50. Evarcha nenilini Rakov, 1997 — Asia centrale
51. Evarcha nepos (O. P.-Cambridge, 1872) — Israele
52. Evarcha nigricans (Dalmas, 1920) — Tunisia
53. Evarcha nigrifrons (C. L. Koch, 1846) — Sumatra
54. Evarcha obscura Caporiacco, 1947 — Africa orientale
55. Evarcha optabilis (Fox, 1937) — Cina
56. Evarcha orientalis (Song & Chai, 1992) — Cina
57. Evarcha paralbaria Song & Chai, 1992 — Cina
58. Evarcha patagiata (O. P.-Cambridge, 1872) — Siria
59. Evarcha petrae Prószynski, 1992 — Thailandia
60. Evarcha picta Wesolowska & van Harten, 2007 — Yemen
61. Evarcha pileckii Prószynski, 2000 — Israele
62. Evarcha pinguis Wesolowska & Tomasiewicz, 2008 — Etiopia
63. Evarcha pococki Zabka, 1985 — dal Bhutan al Vietnam, Cina
64. Evarcha praeclara Prószynski & Wesolowska, 2003 — Sudan, Israele, Yemen
65. Evarcha prosimilis Wesolowska & Cumming, 2008 — Tanzania, Zimbabwe
66. Evarcha proszynskii Marusik & Logunov, 1998 — dalla Russia al Giappone, USA, Canada
67. Evarcha pseudopococki Peng, Xie & Kim, 1993 — Cina
68. Evarcha pulchella (Thorell, 1895) — Birmania
69. Evarcha reiskindi Berry, Beatty & Prószynski, 1996 — Isole Caroline
70. Evarcha rotundibulbis Wesolowska & Tomasiewicz, 2008 — Etiopia
71. Evarcha russellsmithi Wesolowska & Tomasiewicz, 2008 — Etiopia
72. Evarcha seyun Wesolowska & van Harten, 2007 — Yemen
73. Evarcha sichuanensis Peng, Xie & Kim, 1993 — Cina
74. Evarcha similis Caporiacco, 1941 — Etiopia
75. Evarcha squamulata (Simon, 1902) — Sierra Leone
76. Evarcha striolata Wesolowska & Haddad, 2009 — Sudafrica
77. Evarcha syriaca Kulczynski, 1911 — Siria, Israele
78. Evarcha vitosa Próchniewicz, 1989 — Africa centrale e orientale
79. Evarcha wenxianensis Tang & Yang, 1995 — Cina
80. Evarcha wulingensis Peng, Xie & Kim, 1993 — Cina
81. Evarcha zimbabwensis Wesolowska & Cumming, 2008 — Zimbabwe

### Omonimie
- Evarcha similis Wesolowska & Russell-Smith, 2000;[6]

## Featheroides
Featheroides Peng, Yin, Xie & Kim, 1994
- Featheroides typicus Peng, Yin, Xie & Kim, 1994[1] — Cina
- Featheroides yunnanensis Peng, Yin, Xie & Kim, 1994 — Cina

## Festucula
Festucula Simon, 1901
- Festucula festuculaeformis (Lessert, 1925) — Africa centrale, orientale e meridionale
- Festucula lawrencei Lessert, 1933 — Angola, Tanzania
- Festucula vermiformis Simon, 1901[1] — Egitto

## Flacillula
Flacillula Strand, 1932
- Flacillula albofrenata (Simon, 1905) — Giava
- Flacillula incognita Zabka, 1985 — Vietnam
- Flacillula lubrica (Simon, 1901) — Sri Lanka
- Flacillula minuta (Berland, 1929) — Isole Caroline, Isola Niue, Isole Samoa, Isole Cook
- Flacillula nitens Berry, Beatty & Prószynski, 1997 — Isole Caroline
- Flacillula purpurea (Dyal, 1935) — Pakistan

## Fluda
Fluda Peckham & Peckham, 1892
- Fluda angulosa Simon, 1900 — Venezuela
- Fluda araguae Galiano, 1971 — Venezuela
- Fluda elata Galiano, 1986 — Ecuador
- Fluda goianiae Soares & Camargo, 1948 — Brasile
- Fluda inpae Galiano, 1971 — Brasile
- Fluda narcissa Peckham & Peckham, 1892[1] — Brasile
- Fluda nigritarsis Simon, 1900 — Venezuela
- Fluda opica (Peckham & Peckham, 1892) — Brasile
- Fluda perdita (Peckham & Peckham, 1892) — Colombia, Trinidad, Guyana
- Fluda princeps Banks, 1929 — Panama
- Fluda ruficeps (Taczanowski, 1878) — Perù

## Frespera
Frespera Braul & Lise, 2002
- Frespera carinata (Simon, 1902)[1] — Venezuela
- Frespera meridionalis Braul & Lise, 2002 — Venezuela

## Freya
Freya C. L. Koch, 1850
- Freya albosignata (F. O. P.-Cambridge, 1901) — Guatemala, Panamá
- Freya arraijanica Chickering, 1946 — Panama
- Freya atures Galiano, 2001 — Venezuela
- Freya bicavata (F. O. P.-Cambridge, 1901) — Panama
- Freya bifida (F. O. P.-Cambridge, 1901) — Panama
- Freya bifurcata (F. O. P.-Cambridge, 1901) — Panama
- Freya chapare Galiano, 2001 — Bolivia, Brasile
- Freya chionopogon Simon, 1902 — Venezuela
- Freya decorata (C. L. Koch, 1846)[1] — America meridionale e settentrionale
- Freya demarcata Chamberlin & Ivie, 1936 — Panama
- Freya disparipes Caporiacco, 1954 — Guiana francese
- Freya dureti Galiano, 2001 — Brasile
- Freya dyali Roewer, 1951 — Pakistan
- Freya emarginata (F. O. P.-Cambridge, 1901) — Guatemala
- Freya frontalis Banks, 1929 — Panama
- Freya grisea (F. O. P.-Cambridge, 1901) — Guatemala, Panamá
- Freya infuscata (F. O. P.-Cambridge, 1901) — El Salvador, Panamá, Venezuela
- Freya justina Banks, 1929 — Panama
- Freya longispina (F. O. P.-Cambridge, 1901) — Guatemala, Panamá
- Freya maculatipes (F. O. P.-Cambridge, 1901) — Messico
- Freya minuta (F. O. P.-Cambridge, 1901) — Panama
- Freya nannispina Chamberlin & Ivie, 1936 — Panama
- Freya nigrotaeniata (Mello-Leitão, 1945) — Paraguay, Argentina
- Freya perelegans Simon, 1902 — Venezuela
- Freya petrunkevitchi Chickering, 1946 — Panama
- Freya prominens (F. O. P.-Cambridge, 1901) — dal Messico a Panamá
- Freya regia (Peckham & Peckham, 1896) — Messico, Guatemala
- Freya rubiginosa (C. L. Koch, 1846) — Brasile
- Freya rufohirta (Simon, 1902) — Brasile
- Freya rustica (Peckham & Peckham, 1896) — Guatemala, Panamá

### Specie ridenominate, trasferite, non più in uso
- Freya guianensis Caporiacco, 1947[7] — Venezuela, Guyana

## Frigga
Frigga (C.L. Koch, 1850)
- Frigga coronigera (C.L. Koch, 1846)[1] — Brasile
- Frigga crocuta (Taczanowski, 1878) — Perù, Ecuador, Isole Galapagos, Isole Marchesi, Queensland
- Frigga finitima Galiano, 1979 — Bolivia, Argentina
- Frigga flava (F. O. P.-Cambridge, 1901) — Guatemala
- Frigga kessleri (Taczanowski, 1872) — Brasile, Guyana, Guiana francese
- Frigga opulenta Galiano, 1979 — Ecuador, Perù
- Frigga pratensis (Peckham & Peckham, 1885) — dal Messico alla Colombia
- Frigga quintensis (Tullgren, 1905) — Argentina, Brasile
- Frigga rufa (Caporiacco, 1947) — Guyana, Brasile
- Frigga simoni (Berland, 1913) — Ecuador

## Fritzia
Fritzia O. P.-Cambridge, 1879
- Fritzia muelleri O. P.-Cambridge, 1879[1] — Brasile, Argentina

## Fuentes
Fuentes Peckham & Peckham, 1894
- Fuentes pertinax Peckham & Peckham, 1894[1] — America centrale
- Fuentes yucatan Ruiz & Brescovit, 2007 — Messico, Honduras

## Furculattus
Furculattus Balogh, 1980
- Furculattus maxillosus Balogh, 1980[1] — Nuova Guinea, Nuova Britannia

## Galianora
Galianora Maddison, 2006
- Galianora bryicola Maddison, 2006 — Ecuador
- Galianora sacha Maddison, 2006[1] — Ecuador

## Gambaquezonia
Gambaquezonia Barrion & Litsinger, 1995
- Gambaquezonia itimana Barrion & Litsinger, 1995[1] — Filippine

## Gastromicans
Gastromicans Mello-Leitão, 1917
- Gastromicans albopilosa (Simon, 1903)[1]  — Brasile, Paraguay
- Gastromicans hondurensis (Peckham & Peckham, 1896) — Guatemala, Honduras
- Gastromicans levispina (F. O. P.-Cambridge, 1901) — Panama
- Gastromicans noxiosa (Simon, 1886) — Bolivia
- Gastromicans tesselata (C. L. Koch, 1846) — Brasile
- Gastromicans vigens (Peckham & Peckham, 1901) — Brasile, Argentina

## Gavarilla
Gavarilla Ruiz & Brescovit, 2006
- Gavarilla arretada Ruiz & Brescovit, 2006 — Brasile
- Gavarilla ianuzziae Ruiz & Brescovit, 2006[1] — Brasile

## Gedea
Gedea Simon, 1902
- Gedea daoxianensis Song & Gong, 1992 — Cina
- Gedea flavogularis Simon, 1902[1] — Giava
- Gedea sinensis Song & Chai, 1991 — Cina
- Gedea tibialis Zabka, 1985 — Vietnam
- Gedea unguiformis Xiao & Yin, 1991 — Cina

## Gelotia
Gelotia Thorell, 1890
- Gelotia argenteolimbata (Simon, 1900) — Singapore
- Gelotia bimaculata Thorell, 1890 — Sumatra, Borneo
- Gelotia frenata Thorell, 1890[1] — Sumatra
- Gelotia lanka Wijesinghe, 1991 — Sri Lanka
- Gelotia robusta Wanless, 1984 — Nuova Britannia
- Gelotia salax (Thorell, 1877) — Celebes
- Gelotia syringopalpis Wanless, 1984 — Cina, Malesia, Borneo

## Ghelna
Ghelna Maddison, 1996
- Ghelna barrowsi (Kaston, 1973) — USA
- Ghelna canadensis (Banks, 1897) — USA, Canada
- Ghelna castanea (Hentz, 1846)[1] — USA
- Ghelna sexmaculata (Banks, 1895) — USA, Canada

## Ghumattus
Ghumattus Prószynski, 1992
- Ghumattus primus Prószynski, 1992[1] — India

## Giuiria
Giuiria Strand, 1906
- Giuiria unica Strand, 1906[1]  — Etiopia

## Goleba
Goleba Wanless, 1980
- Goleba jocquei Szűts, 2001 — Congo
- Goleba lyra Maddison & Zhang, 2006 — Madagascar
- Goleba pallens (Blackwall, 1877) — Aldabra (Isole Seychelles)
- Goleba puella (Simon, 1885)[1] — dal Ghana al Kenya
- Goleba punctata (Peckham & Wheeler, 1889) — Madagascar

## Goleta
Goleta Peckham & Peckham, 1894
- Goleta peckhami Simon, 1900 — Madagascar
- Goleta workmani (Peckham & Peckham, 1885)[1]  — Madagascar

## Gorgasella
Gorgasella Chickering, 1946
- Gorgasella eximia Chickering, 1946[1] — Panama

## Gramenca
Gramenca Rollard & Wesolowska, 2002
- Gramenca prima Rollard & Wesolowska, 2002[1] — Guinea

## Grayenulla
Grayenulla Zabka, 1992
- Grayenulla australensis Zabka, 1992 — Australia occidentale
- Grayenulla dejongi Zabka, 1992[1] — Australia occidentale
- Grayenulla nova Zabka, 1992 — Australia occidentale
- Grayenulla spinimana Zabka & Gray, 2002 — Australia occidentale
- Grayenulla waldockae Zabka, 1992 — Australia occidentale
- Grayenulla wilganea Zabka & Gray, 2002 — Nuovo Galles del Sud
- Grayenulla wishartorum Zabka, 1992 — Queensland

## Gypogyna
Gypogyna Simon, 1900
- Gypogyna forceps Simon, 1900[1]  — Paraguay, Argentina

## Habrocestoides
Habrocestoides Prószynski, 1992
- Habrocestoides bengalensis Prószynski, 1992[1] — India
- Habrocestoides darjeelingus Logunov, 1999 — India
- Habrocestoides indicus Prószynski, 1992 — India
- Habrocestoides micans Logunov, 1999 — India
- Habrocestoides nitidus Logunov, 1999 — India
- Habrocestoides phulchokiensis Logunov, 1999 — Nepal

## Habrocestum
Habrocestum Simon, 1876
- Habrocestum africanum Wesolowska & Haddad, 2009 — Sudafrica
- Habrocestum albimanum Simon, 1901 — Sudafrica
- Habrocestum albopunctatum Wesolowska & van Harten, 2002 — Socotra
- Habrocestum algericum Dalmas, 1920 — Algeria
- Habrocestum arabicum Prószynski, 1989 — Arabia Saudita
- Habrocestum bovei (Lucas, 1846) — Marocco, Algeria
- Habrocestum dubium Wesolowska & van Harten, 2002 — Socotra
- Habrocestum dyali Roewer, 1955 — Pakistan
- Habrocestum egaeum Metzner, 1999 — Grecia, Creta
- Habrocestum ferrugineum Wesolowska & van Harten, 2002 — Socotra
- Habrocestum flavimanum Simon, 1901 — Sudafrica
- Habrocestum formosum Wesolowska, 2000 — Zimbabwe
- Habrocestum gibbosum Wesolowska & van Harten, 2007 — Yemen
- Habrocestum graecum Dalmas, 1920 — Grecia
- Habrocestum hongkongiense Prószynski, 1992 — Hong Kong
- Habrocestum ibericum Dalmas, 1920 — Spagna
- Habrocestum ignorabile Wesolowska & van Harten, 2007 — Yemen
- Habrocestum inquinatum Wesolowska & van Harten, 2002 — Yemen, Socotra
- Habrocestum latifasciatum (Simon, 1868) — Mediterraneo orientale
- Habrocestum laurae Peckham & Peckham, 1903 — Sudafrica
- Habrocestum lepidum Dalmas, 1920 — Algeria
- Habrocestum luculentum Peckham & Peckham, 1903 — Sudafrica
- Habrocestum namibicum Wesolowska, 2006 — Namibia
- Habrocestum nigristernum Dalmas, 1920 — Turchia
- Habrocestum ornaticeps (Simon, 1868) — Marocco
- Habrocestum panjabium Roewer, 1951 — Pakistan
- Habrocestum papilionaceum (L. Koch, 1867) — Grecia
- Habrocestum peckhami Rainbow, 1899 — Isole Salomone
- Habrocestum penicillatum Caporiacco, 1940 — Etiopia
- Habrocestum pullatum Simon, 1876[1] — Francia
- Habrocestum punctiventre Keyserling, 1882 — Australia occidentale
- Habrocestum rubroclypeatum Lessert, 1927 — Congo
- Habrocestum sapiens (Peckham & Peckham, 1903) — Africa meridionale
- Habrocestum schinzi Simon, 1887 — Sudafrica
- Habrocestum shulovi Prószynski, 2000 — Israele
- Habrocestum simoni Dalmas, 1920 — Algeria
- Habrocestum socotrense Wesolowska & van Harten, 2002 — Socotra
- Habrocestum speciosum Wesolowska & van Harten, 1994 — Socotra
- Habrocestum subdotatum Caporiacco, 1940 — Etiopia, Africa orientale
- Habrocestum subpenicillatum Caporiacco, 1941 — Etiopia
- Habrocestum superbum Wesolowska, 2000 — Zimbabwe
- Habrocestum tanzanicum Wesolowska & Russell-Smith, 2000 — Tanzania
- Habrocestum verattii Caporiacco, 1936 — Libia
- Habrocestum virginale Wesolowska & van Harten, 2007 — Yemen

## Habronattus

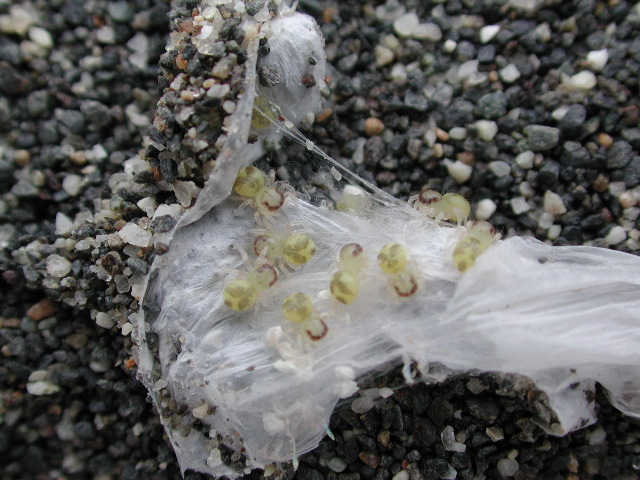
Habronattus amicus, appena nati

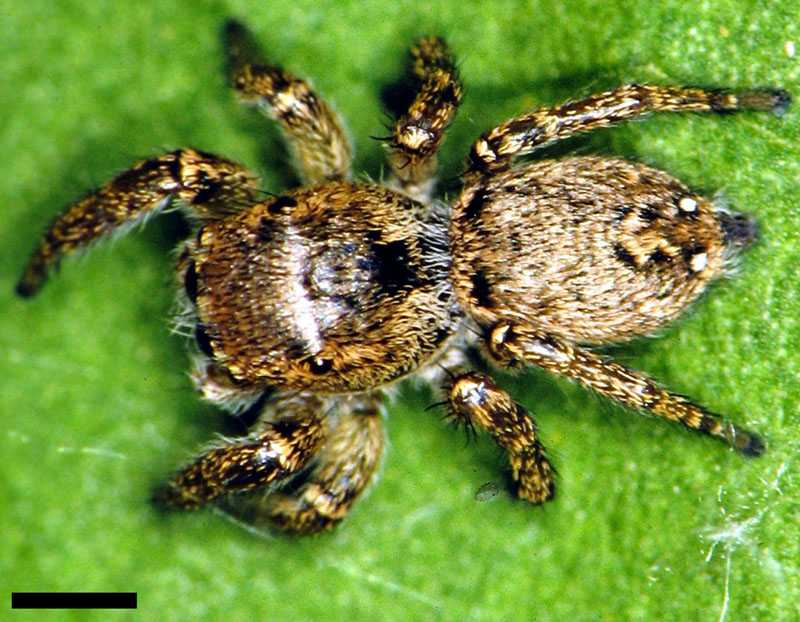
Habronattus brunneus, femmina

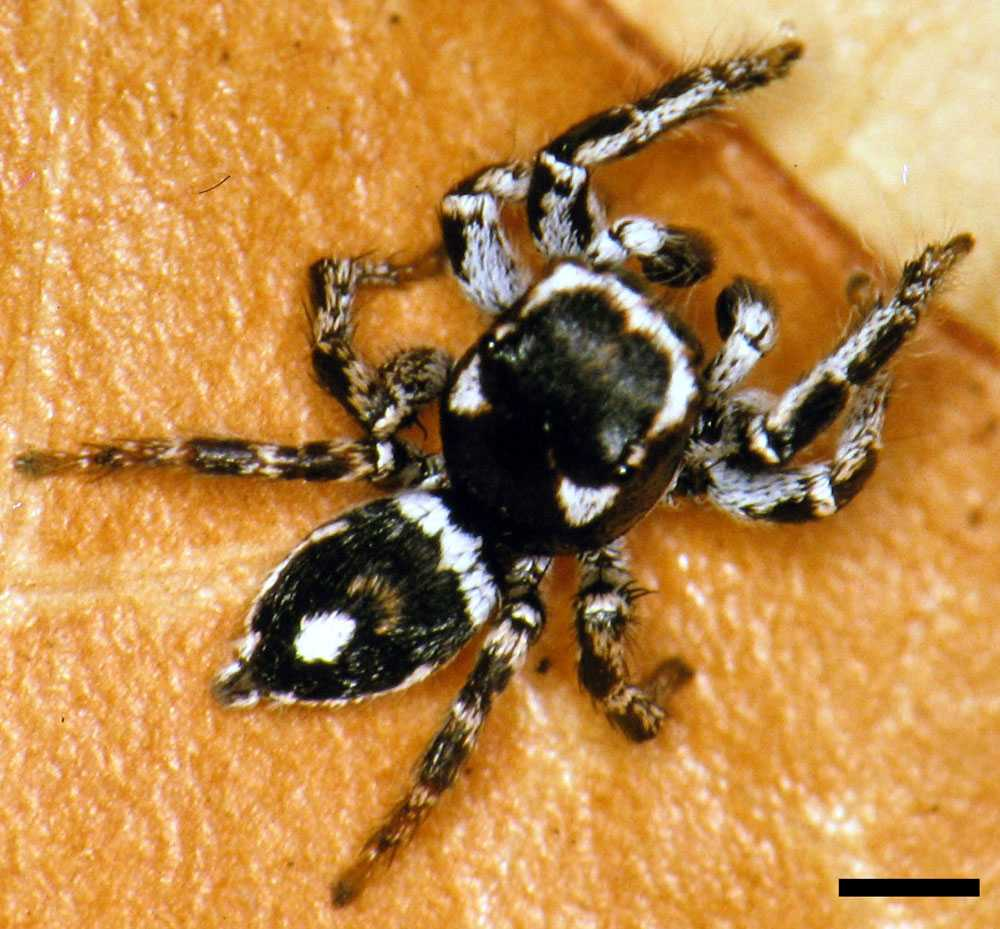
Habronattus carolinensis, maschio

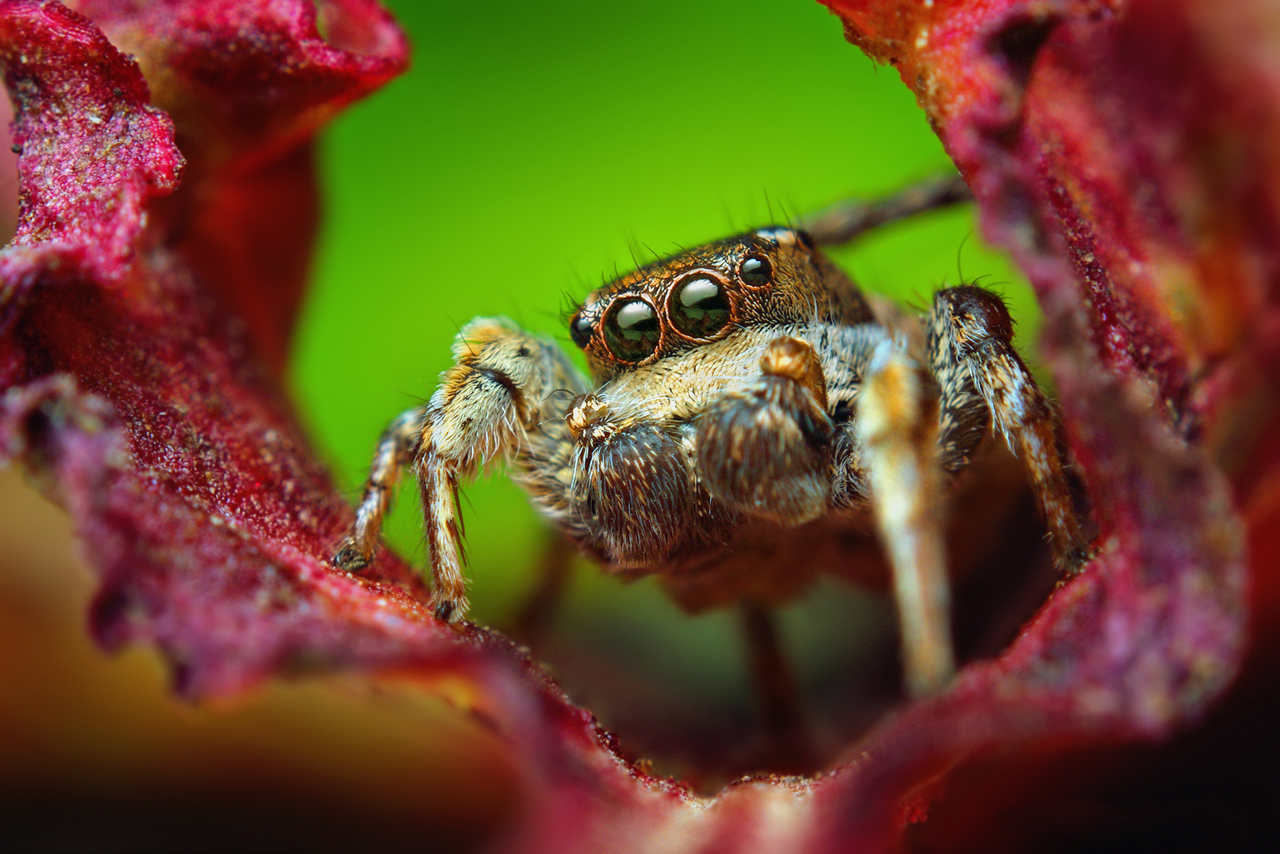
Habronattus cognatus, maschio

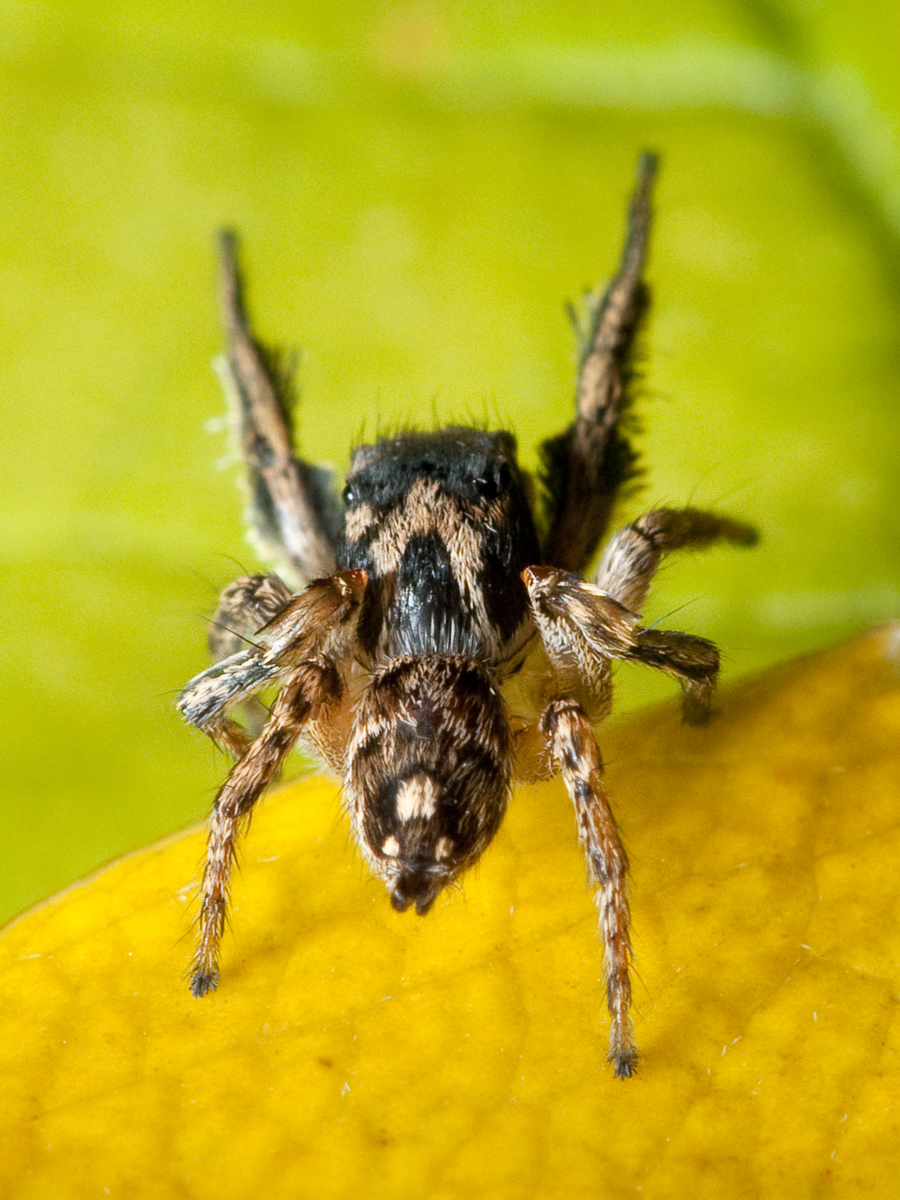
Habronattus coecatus, vista dorsale

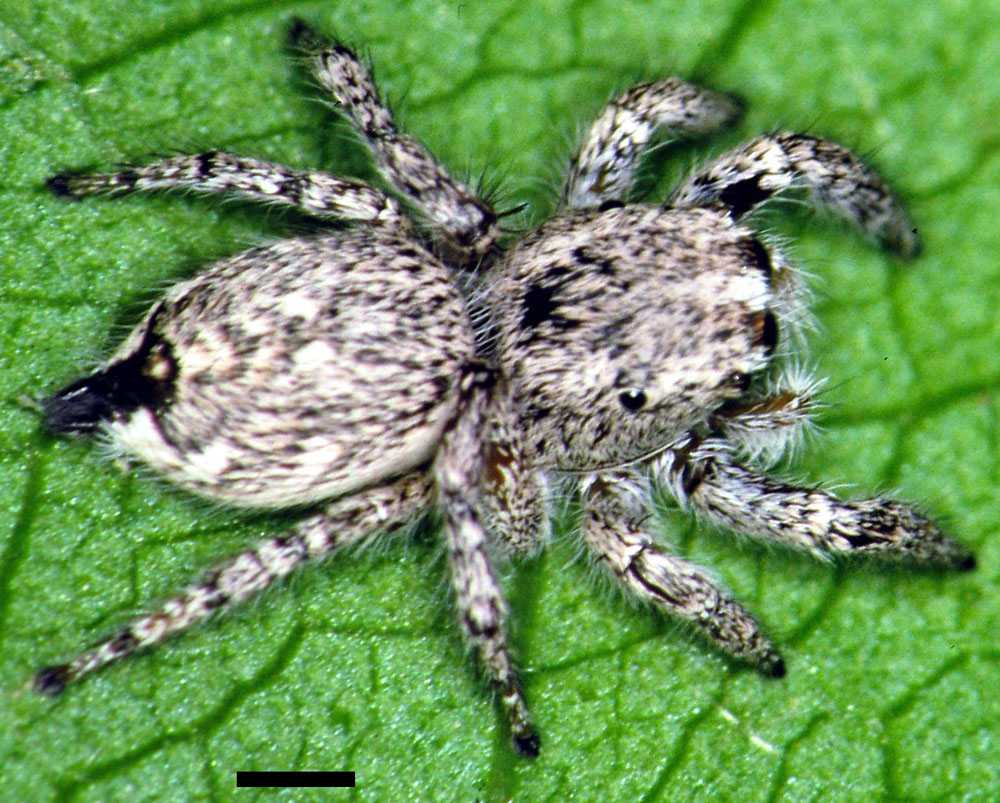
Habronattus georgiensis, femmina

Habronattus F. O. P.-Cambridge, 1901
1. Habronattus abditus Griswold, 1987 — Messico
2. Habronattus agilis (Banks, 1893) — USA
3. Habronattus alachua Griswold, 1987 — USA
4. Habronattus altanus (Gertsch, 1934) — America settentrionale
5. Habronattus americanus (Keyserling, 1885) — USA, Canada
6. Habronattus amicus (Peckham & Peckham, 1909) — USA
7. Habronattus ammophilus (Chamberlin, 1924) — Messico
8. Habronattus anepsius (Chamberlin, 1924) — USA, Messico
9. Habronattus aztecanus (Banks, 1898) — Messico
10. Habronattus ballatoris Griswold, 1987 — USA
11. Habronattus banksi (Peckham & Peckham, 1901) — dal Messico a Panamá, Giamaica
12. Habronattus borealis (Banks, 1895) — USA, Canada
13. Habronattus brunneus (Peckham & Peckham, 1901) — USA, Indie Occidentali
14. Habronattus bulbipes (Chamberlin & Ivie, 1941) — USA
15. Habronattus calcaratus (Banks, 1904) — USA
  - Habronattus calcaratus agricola Griswold, 1987 — USA
  - Habronattus calcaratus maddisoni Griswold, 1987 — USA, Canada
16. Habronattus californicus (Banks, 1904) — USA
17. Habronattus cambridgei Bryant, 1948 — dal Messico al Guatemala
18. Habronattus captiosus (Gertsch, 1934) — USA, Canada
19. Habronattus carolinensis (Peckham & Peckham, 1901) — USA
20. Habronattus carpus Griswold, 1987 — Messico
21. Habronattus ciboneyanus Griswold, 1987 — Cuba, Giamaica
22. Habronattus clypeatus (Banks, 1895) — USA, Messico
23. Habronattus cockerelli (Banks, 1901) — USA
24. Habronattus coecatus (Hentz, 1846) — USA, Messico, Arcipelago delle Bermuda
25. Habronattus cognatus (Peckham & Peckham, 1901) — America settentrionale
26. Habronattus conjunctus (Banks, 1898) — USA, Messico
27. Habronattus contingens (Chamberlin, 1925) — Messico
28. Habronattus cuspidatus Griswold, 1987 — USA, Canada
29. Habronattus decorus (Blackwall, 1846) — USA, Canada
30. Habronattus delectus (Peckham & Peckham, 1909) — USA
31. Habronattus divaricatus (Banks, 1898) — Messico
32. Habronattus dorotheae (Gertsch & Mulaik, 1936) — USA, Messico
33. Habronattus dossenus Griswold, 1987 — Messico
34. Habronattus elegans (Peckham & Peckham, 1901) — USA, Messico
35. Habronattus encantadas Griswold, 1987 — Isole Galapagos
36. Habronattus ensenadae (Petrunkevitch, 1930) — Porto Rico
37. Habronattus facetus (Petrunkevitch, 1930) — Porto Rico
38. Habronattus fallax (Peckham & Peckham, 1909) — USA, Messico
39. Habronattus festus (Peckham & Peckham, 1901) — USA
40. Habronattus formosus (Banks, 1906) — USA
41. Habronattus forticulus (Gertsch & Mulaik, 1936) — USA, Messico
42. Habronattus georgiensis Chamberlin & Ivie, 1944 — USA
43. Habronattus geronimoi Griswold, 1987 — USA, Messico, Nicaragua
44. Habronattus gigas Griswold, 1987 — Messico
45. Habronattus hallani (Richman, 1973) — USA, Messico
46. Habronattus hirsutus (Peckham & Peckham, 1888) — America settentrionale
47. Habronattus huastecanus Griswold, 1987 — Messico
48. Habronattus icenoglei (Griswold, 1979) — USA, Messico
49. Habronattus iviei Griswold, 1987 — Messico
50. Habronattus jucundus (Peckham & Peckham, 1909) — USA, Canada
51. Habronattus kawini (Griswold, 1979) — USA, Messico
52. Habronattus klauseri (Peckham & Peckham, 1901) — USA, Messico
53. Habronattus kubai (Griswold, 1979) — USA
54. Habronattus leuceres (Chamberlin, 1925) — USA
55. Habronattus mataxus Griswold, 1987 — USA, Messico
56. Habronattus mexicanus (Peckham & Peckham, 1896)[1] — dagli USA a Panamá, Caraibi
57. Habronattus moratus (Gertsch & Mulaik, 1936) — USA, Messico
58. Habronattus mustaciatus (Chamberlin & Ivie, 1941) — USA
59. Habronattus nahuatlanus Griswold, 1987 — Messico
60. Habronattus nemoralis (Peckham & Peckham, 1901) — USA
61. Habronattus neomexicanus (Chamberlin, 1925) — USA
62. Habronattus nesiotus Griswold, 1987 — Arcipelago delle Bermuda
63. Habronattus notialis Griswold, 1987 — USA
64. Habronattus ocala Griswold, 1987 — USA
65. Habronattus ophrys Griswold, 1987 — USA
66. Habronattus orbus Griswold, 1987 — USA
67. Habronattus oregonensis (Peckham & Peckham, 1888) — USA, Canada
68. Habronattus paratus (Peckham & Peckham, 1896) — America centrale
69. Habronattus peckhami (Banks, 1921) — USA
70. Habronattus pochtecanus Griswold, 1987 — Messico
71. Habronattus pretiosus Bryant, 1947 — Portorico, Isole Vergini
72. Habronattus pugillis Griswold, 1987 — Messico
73. Habronattus pyrrithrix (Chamberlin, 1924) — USA, Messico
74. Habronattus renidens Griswold, 1987 — Messico
75. Habronattus rufescens (Berland, 1934) — Isole Marchesi
76. Habronattus sabulosus (Peckham & Peckham, 1901) — USA
77. Habronattus sansoni (Emerton, 1915) — USA, Canada
78. Habronattus schlingeri (Griswold, 1979) — USA, Messico
79. Habronattus signatus (Banks, 1900) — USA, Messico
80. Habronattus simplex (Peckham & Peckham, 1901) — Messico
81. Habronattus sugillatus Griswold, 1987 — USA, Messico
82. Habronattus superciliosus (Peckham & Peckham, 1901) — USA
83. Habronattus tarascanus Griswold, 1987 — Messico
84. Habronattus tarsalis (Banks, 1904) — USA, Hawaii
85. Habronattus texanus (Chamberlin, 1924) — USA, Messico
86. Habronattus tlaxcalanus Griswold, 1987 — Messico
87. Habronattus tranquillus (Peckham & Peckham, 1901) — USA, Messico
88. Habronattus trimaculatus Bryant, 1945 — USA
89. Habronattus tuberculatus (Gertsch & Mulaik, 1936) — USA
90. Habronattus ustulatus (Griswold, 1979) — USA, Messico
91. Habronattus velivolus Griswold, 1987 — Messico
92. Habronattus venatoris Griswold, 1987 — USA
93. Habronattus virgulatus Griswold, 1987 — USA, Messico
94. Habronattus viridipes (Hentz, 1846) — USA, Canada
95. Habronattus waughi (Emerton, 1926) — Canada
96. Habronattus zapotecanus Griswold, 1987 — Messico
97. Habronattus zebraneus F. O. P.-Cambridge, 1901 — Messico

## Hakka
Hakka Berry e Prószynski, 2001

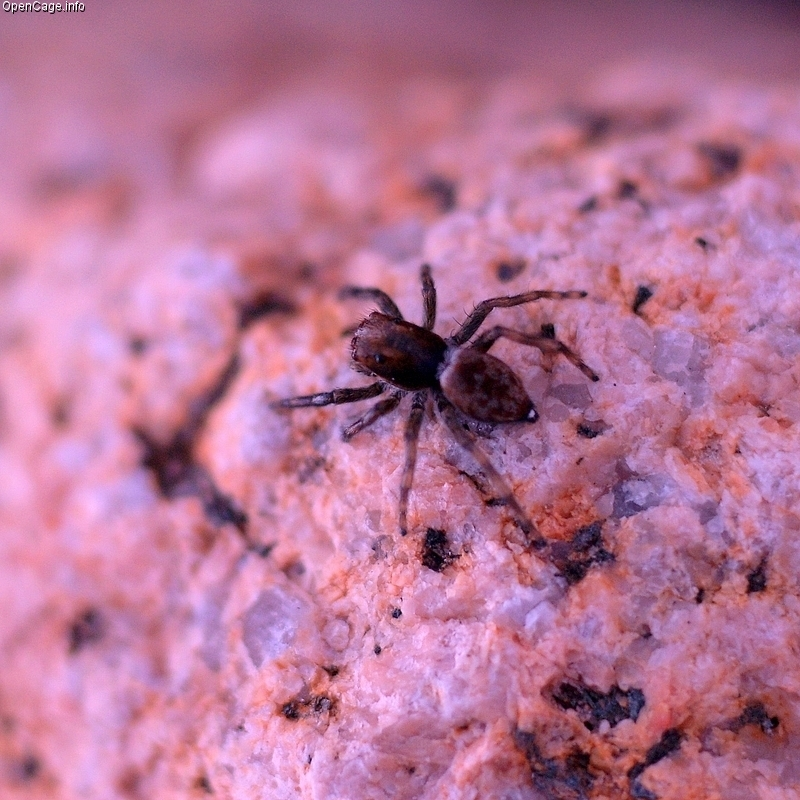
Hakka himeshimensis, maschio

- Hakka himeshimensis (Dönitz & Strand, 1906)[1] — Cina, Corea del Nord, Giappone, Hawaii

## Haplopsecas
Haplopsecas Caporiacco, 1955
- Haplopsecas annulipes Caporiacco, 1955[1] — Venezuela

## Harmochirus
Harmochirus Simon, 1885

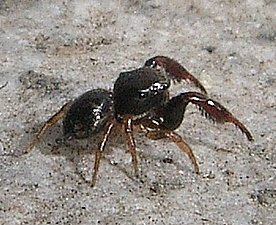
Harmochirus insulans

- Harmochirus bianoriformis (Strand, 1907) — Africa centrale e orientale, Madagascar
- Harmochirus brachiatus (Thorell, 1877)[1] — India, dal Bhutan a Taiwan, Indonesia
- Harmochirus duboscqi (Berland & Millot, 1941) — Costa d'Avorio, Senegal
- Harmochirus insulanus (Kishida, 1914) — Cina, Corea, Giappone
- Harmochirus lloydi Narayan, 1915 — India
- Harmochirus luculentus Simon, 1886 — Africa centrale, orientale e meridionale, Zanzibar, Yemen
- Harmochirus pineus Xiao & Wang, 2005 — Cina
- Harmochirus zabkai Logunov, 2001 — India, Nepal, Vietnam

### Specie trasferite
- Harmochirus kochiensis Bohdanowicz & Prószynski, 1987;[8]
- Harmochirus latens (Logunov, 1991);[9]
- Harmochirus nigriculus Logunov & Wesolowska, 1992;[9]
- Harmochirus proszynski Zhu & Song, 2001;[9]
- Harmochirus pullus (Bösenberg & Strand, 1906);[9]

## Hasarina
Hasarina Schenkel, 1963
- Hasarina contortospinosa Schenkel, 1963[1] — Cina

## Hasarius
Hasarius Simon, 1871

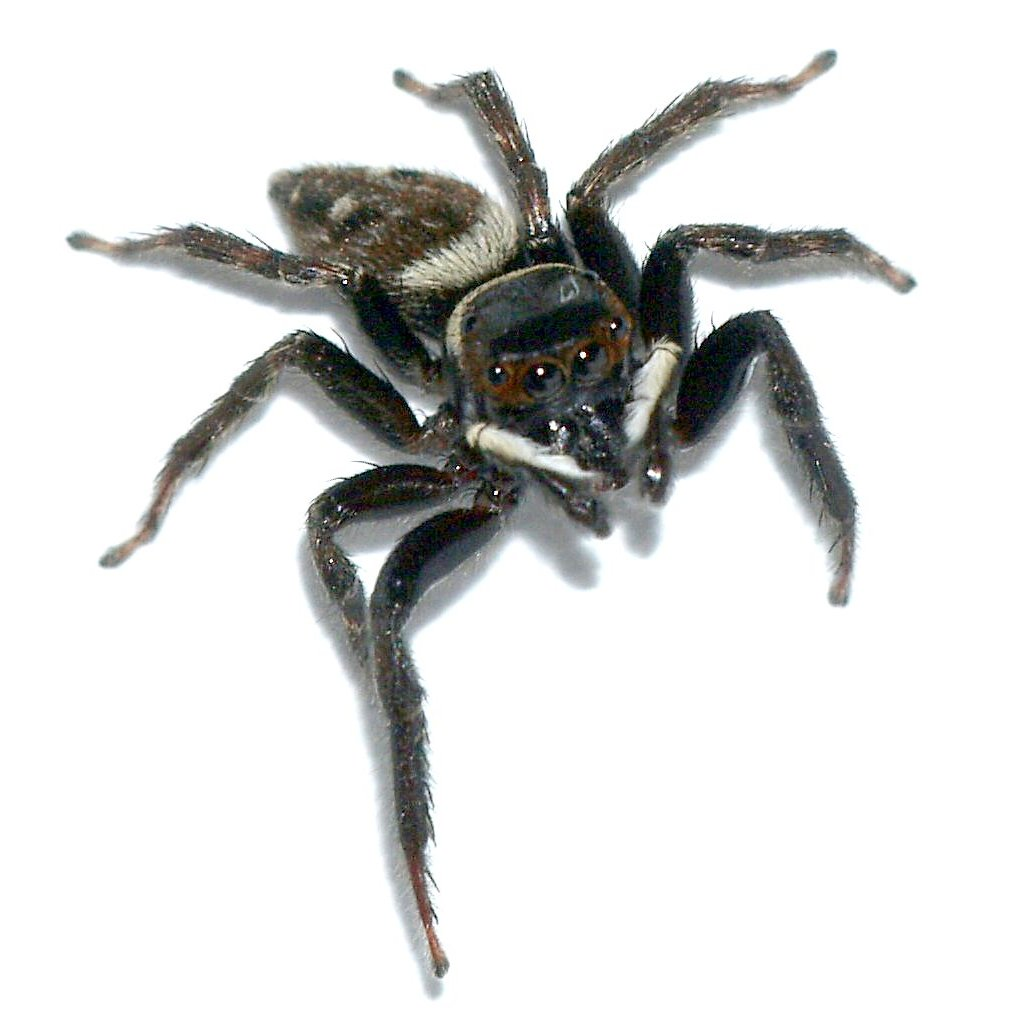
Hasarius adansoni, maschio

- Hasarius adansoni (Audouin, 1826)[1] — cosmopolita
- Hasarius bellicosus Peckham & Peckham, 1896 — Guatemala
- Hasarius berlandi Lessert, 1925 — Africa orientale
- Hasarius biprocessiger Lessert, 1927 — Congo
- Hasarius bisetatus Franganillo, 1930 — Cuba
- Hasarius cheliceroides Borowiec & Wesolowska, 2002 — Camerun
- Hasarius dactyloides (Xie, Peng & Kim, 1993) — Cina
- Hasarius egaenus Thorell, 1895 — Birmania
- Hasarius glaucus Hogg, 1915 — Nuova Guinea
- Hasarius inhonestus Keyserling, 1881 — Nuovo Galles del Sud

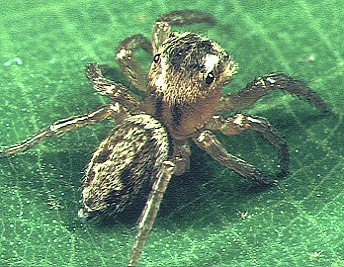
Hasarius adansoni, femmina

- Hasarius insignis Simon, 1886 — Isole Comore
- Hasarius insularis Wesolowska & van Harten, 2002 — Socotra
- Hasarius kulczynskii Zabka, 1985 — Vietnam
- Hasarius kweilinensis (Prószynski, 1992) — Cina
- Hasarius lisei Bauab & Soares, 1982 — Brasile
- Hasarius mahensis Wanless, 1984 — Isole Seychelles
- Hasarius mccooki Thorell, 1892 — Giava
- Hasarius mulciber Keyserling, 1881 — Queensland
- Hasarius obscurus Keyserling, 1881 — Nuovo Galles del Sud
- Hasarius orientalis (Zabka, 1985) — Vietnam
- Hasarius pauciaculeis Caporiacco, 1941 — Etiopia
- Hasarius peckhami Petrunkevitch, 1914 — Dominica
- Hasarius roeweri Lessert, 1925 — Africa orientale
- Hasarius rufociliatus Simon, 1898 — Isole Seychelles
- Hasarius rusticus Thorell, 1887 — Birmania
- Hasarius sobarus Thorell, 1892 — Sumatra
- Hasarius testaceus (Thorell, 1877) — Celebes
- Hasarius trivialis (Thorell, 1877) — Celebes
- Hasarius tropicus Jastrzebski, 2010 — Bhutan

### Specie trasferite

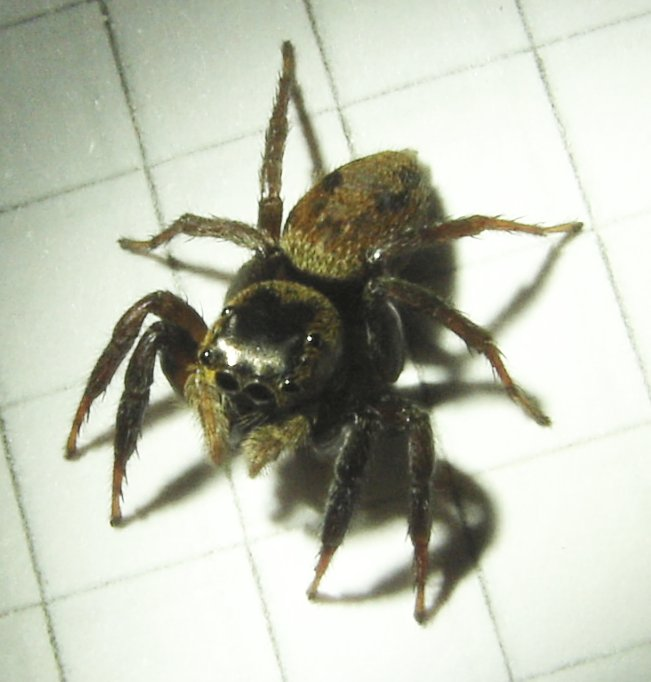
Hasarius adansoni, femmina

Finora da questo genere sono state trasferite altrove ben 14 specie:
- Hasarius coelestis Karsch, 1880[10]
- Hasarius crinitus Karsch, 1879[11]
- Hasarius crucifer Dönitz & Strand, 1906[12]
- Hasarius dispalans Thorell, 1892[13]
- Hasarius doenitzi Karsch, 1879[14]
- Hasarius fulvus L. Koch, 1878[15]
- Hasarius lamperti (Bösenberg & Strand, 1906)[16]
- Hasarius patagiatus (O. P.-Cambridge, 1872)[16]
- Hasarius punctiventer Karsch, 1881[17]
- Hasarius neocaledonicus (Simon, 1889)[18]
- Hasarius simonis Thorell, 1891[16]
- Hasarius varicans (Thorell, 1881)[19]
- Hasarius villosus Keyserling, 1881[20]
- Hasarius vittatus Keyserling, 1881[21]

## Havaika
Havaika Prószynski, 2002
- Havaika albociliata (Simon, 1900) — Hawaii (Lanai)
- Havaika arnedoi Prószynski, 2008 — Hawaii (isola di Hawaii)
- Havaika beattyi Prószynski, 2008 — Hawaii (Molokai)
- Havaika berlandi Prószynski, 2008 — Hawaii (isola di Hawaii)
- Havaika berryorum Prószynski, 2008 — Hawaii (isola di Hawaii)
- Havaika canosa (Simon, 1900) — Hawaii (Maui)
- Havaika ciliata Prószynski, 2008 — Hawaii (isola di Hawaii)
- Havaika cruciata (Simon, 1900) — Hawaii (probabilmente isola di Hawaii, anche su Maui)
- Havaika flavipes (Berland, 1933) — Isole Marchesi
- Havaika gillespieae Prószynski, 2008 — Hawaii (Oahu)
- Havaika gressitti Prószynski, 2008 — Hawaii (Oahu)
- Havaika jamiesoni Prószynski, 2002[1] — Hawaii (Kauai)
- Havaika kahiliensis Prószynski, 2008 — Hawaii (Kauai)
- Havaika kauaiensis Prószynski, 2008 — Hawaii (Kauai)
- Havaika kraussi Prószynski, 2008 — Hawaii (Maui)
- Havaika mananensis Prószynski, 2008 — Hawaii (Oahu)
- Havaika mauiensis Prószynski, 2008 — Hawaii (Maui)
- Havaika navata (Simon, 1900) — Hawaii (Lanai)
- Havaika nigrolineata (Berland, 1933) — Isole Marchesi
- Havaika oceanica Prószynski, 2008 — Hawaii (Necker)
- Havaika pubens (Simon, 1900) — Hawaii (probabilmente isola di Hawaii)
- Havaika senicula (Simon, 1900) — Hawaii (Maui)
- Havaika tantalensis Prószynski, 2008 — Hawaii (Oahu)
- Havaika triangulifera (Berland, 1933) — Isole Marchesi
- Havaika valida (Simon, 1900) — Hawaii (probabilmente Oahu)
- Havaika verecunda (Simon, 1900) — Hawaii (Oahu)

## Helicius
Helicius Zabka, 1981
- Helicius chikunii (Logunov & Marusik, 1999) — Russia
- Helicius cylindratus (Karsch, 1879)[1] — Corea, Giappone
- Helicius hillaryi Zabka, 1981 — Bhutan
- Helicius kimjoopili Kim, 1995 — Corea
- Helicius yaginumai Bohdanowicz & Prószynski, 1987 — Corea, Giappone

## Heliophanillus
Heliophanillus Prószynski, 1989
- Heliophanillus conspiciendus Wesolowska & van Harten, 2010 — Emirati Arabi Uniti
- Heliophanillus fulgens (O. P.-Cambridge, 1872)[1] — dalla Grecia all'Asia centrale
- Heliophanillus metallifer Wesolowska & van Harten, 2010 — Emirati Arabi Uniti
- Heliophanillus suedicola (Simon, 1901) — Yemen, Socotra

## Heliophanoides
Heliophanoides Prószynski, 1992
- Heliophanoides bhutanicus Prószynski, 1992 — Bhutan
- Heliophanoides epigynalis Prószynski, 1992[1] — India
- Heliophanoides spermathecalis Prószynski, 1992 — India

## Heliophanus
Heliophanus C. L. Koch, 1833

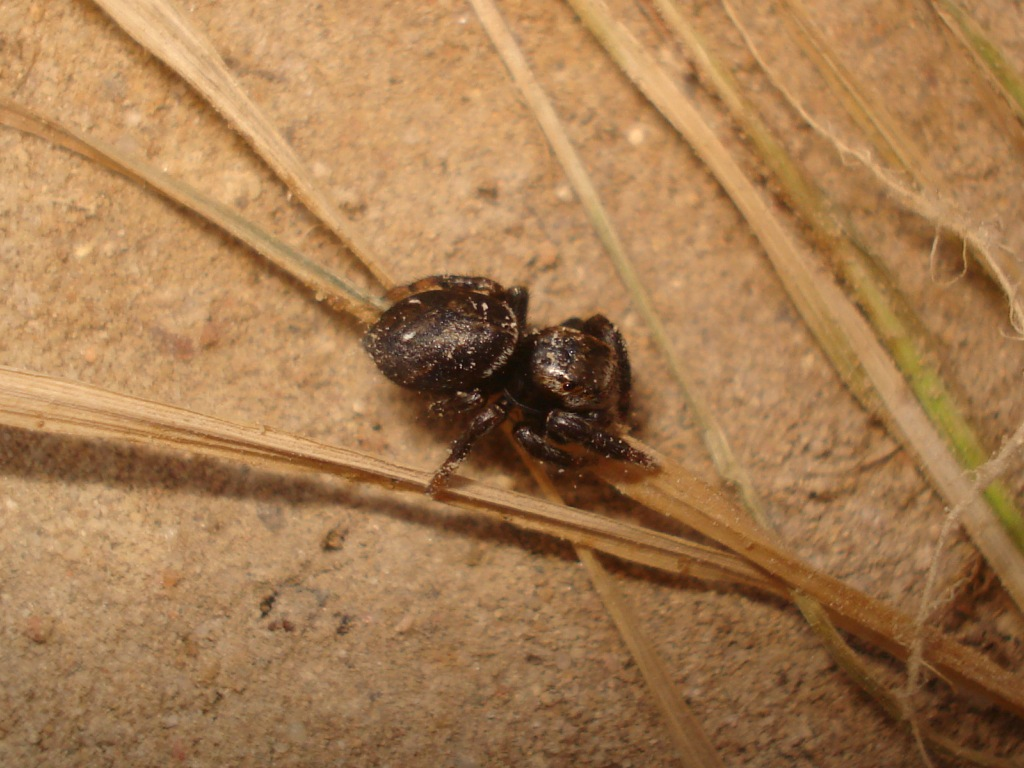
Heliophanus aeneus

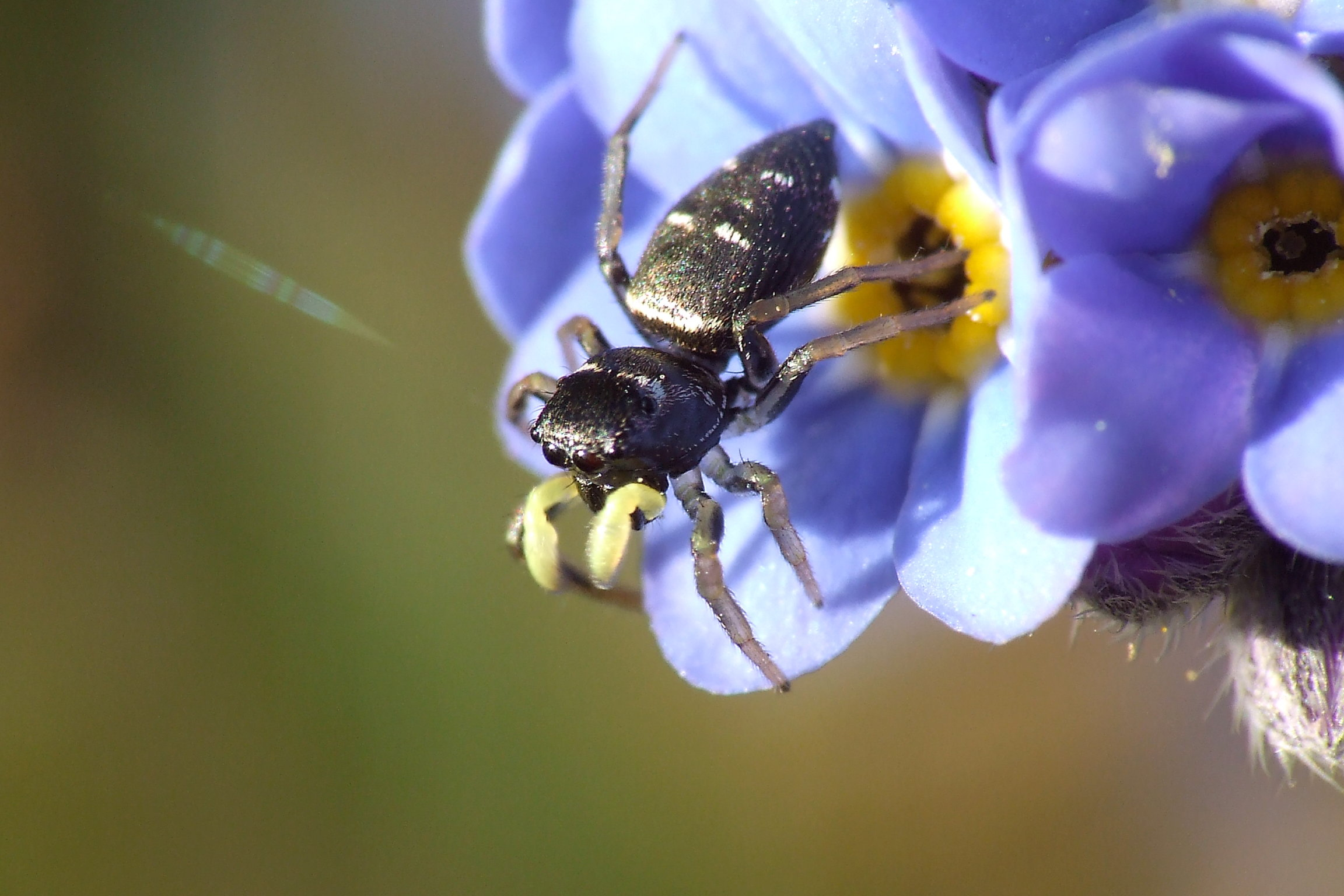
Heliophanus cupreus, femmina

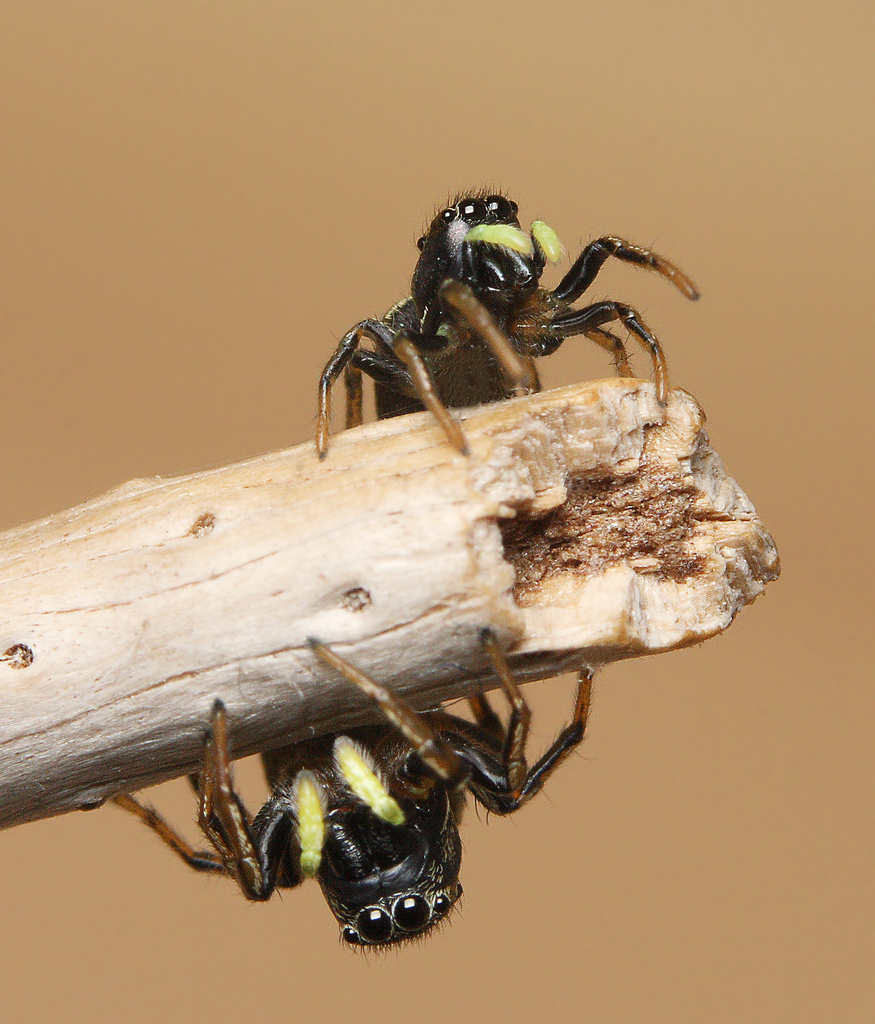
Heliophanus sp.

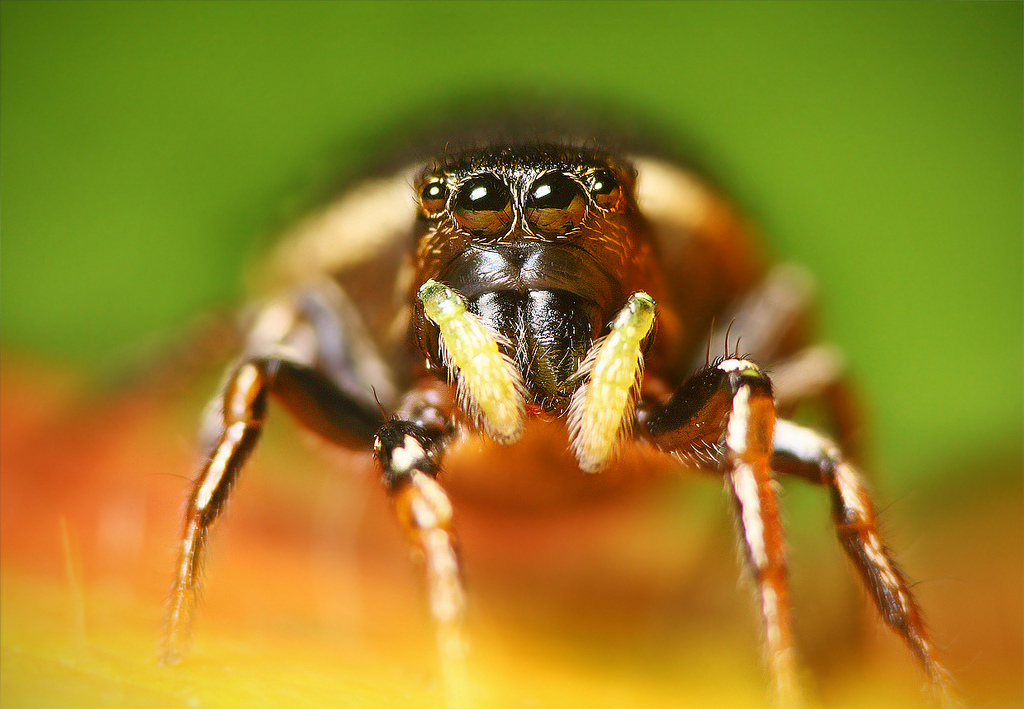
Heliophanus sp.

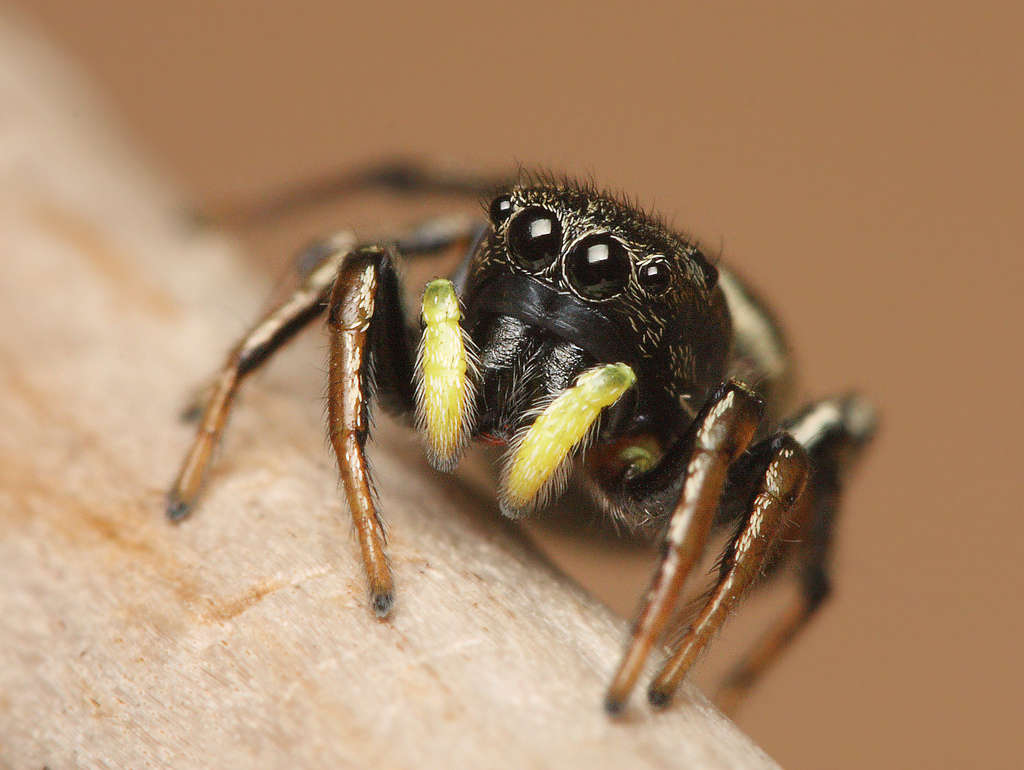
Heliophanus sp.

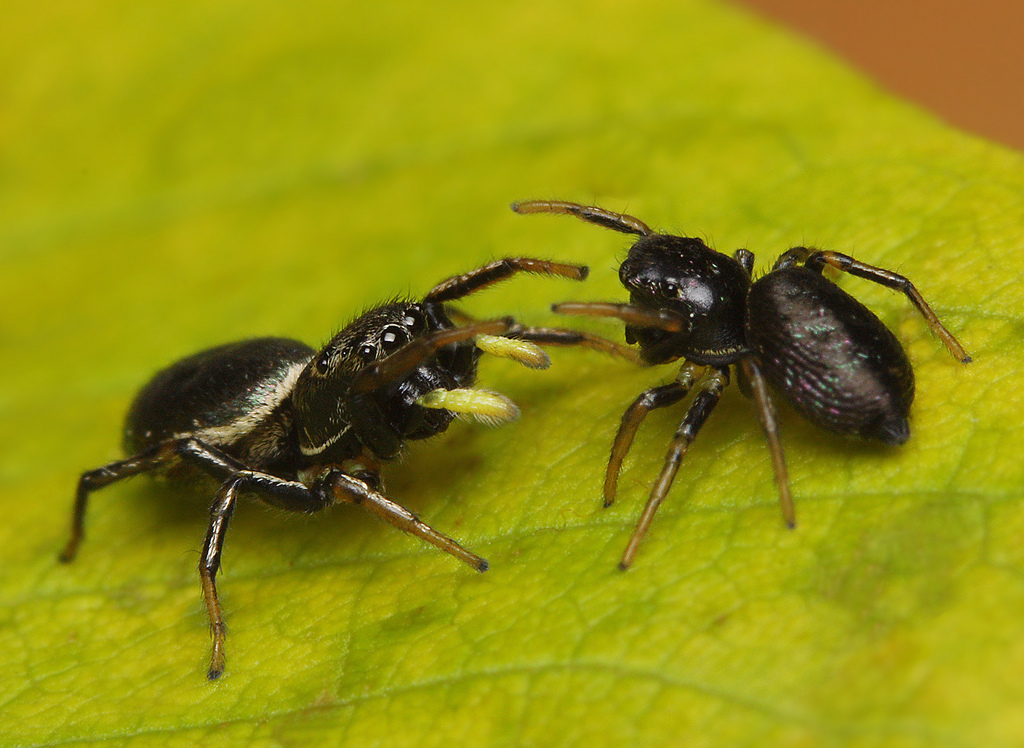
Heliophanus sp.

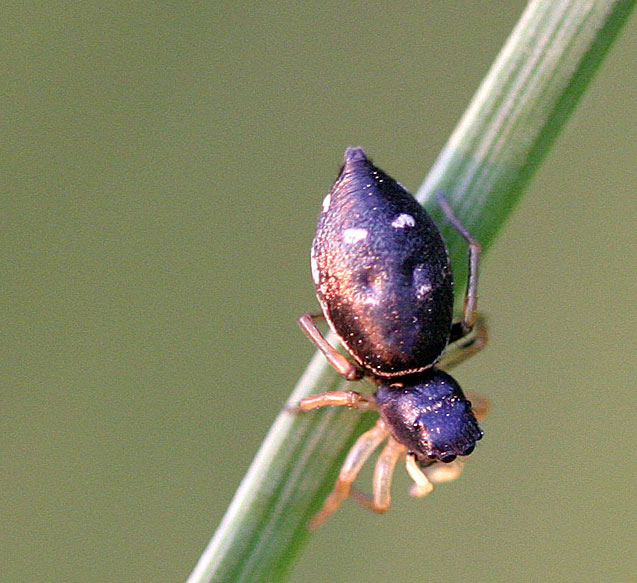
Heliophanus sp.

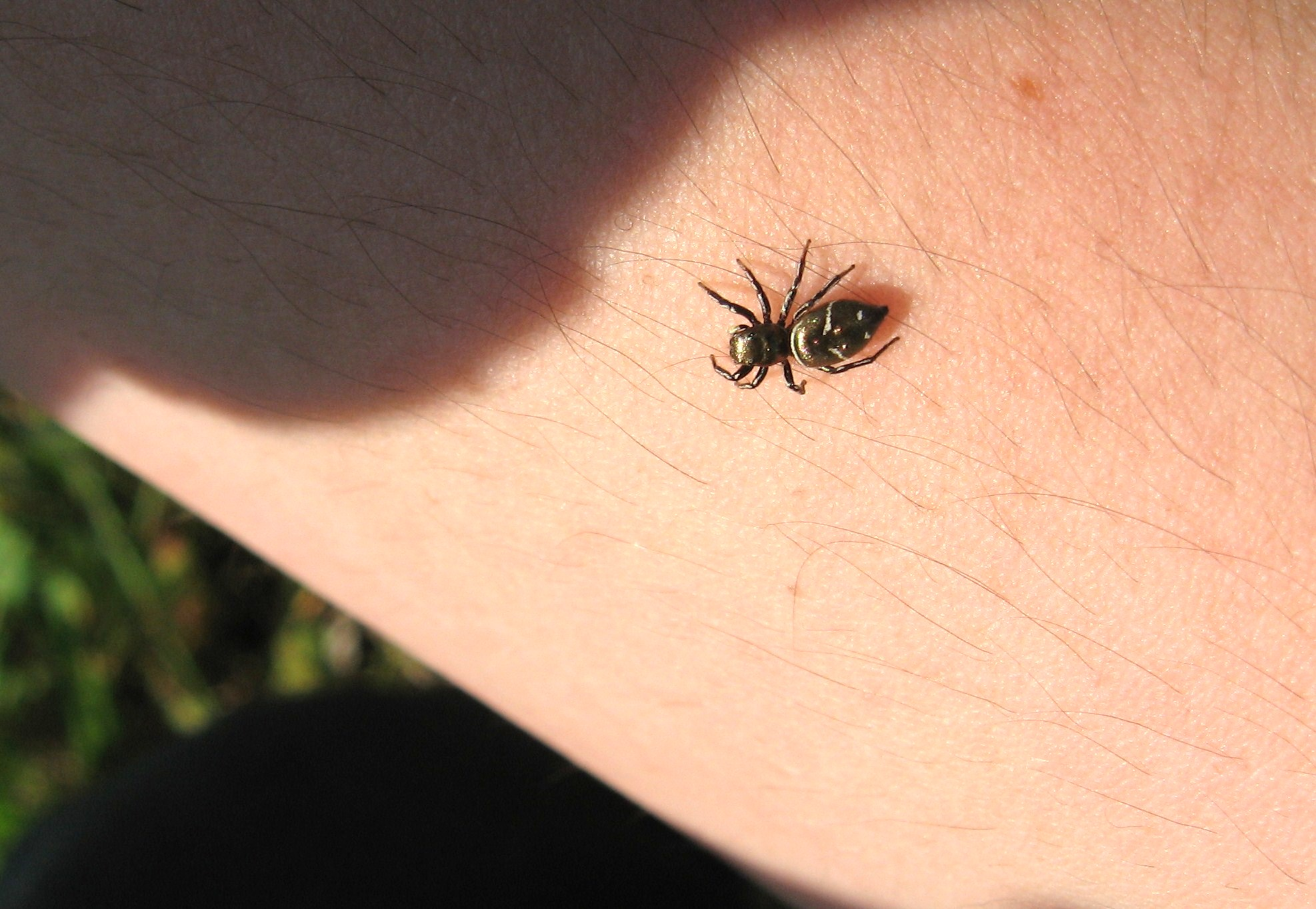
Heliophanus sp.

1. Heliophanus abditus Wesolowska, 1986 — Siria, Yemen
2. Heliophanus aberdarensis Wesolowska, 1986 — Kenya
3. Heliophanus activus (Blackwall, 1877) — Isole Seychelles
4. Heliophanus acutissimus Wesolowska, 1986 — Algeria
5. Heliophanus aeneus (Hahn, 1832) — Regione paleartica
6. Heliophanus aethiopicus Wesolowska, 2003 — Etiopia
7. Heliophanus africanus Wesolowska, 1986 — Sudafrica
8. Heliophanus agricola Wesolowska, 1986 — Algeria, Spagna
9. Heliophanus agricoloides Wunderlich, 1987 — Isole Canarie
10. Heliophanus alienus Wesolowska, 1986 — Camerun
11. Heliophanus anymphos Wesolowska, 2003 — Kenya
12. Heliophanus apiatus Simon, 1868 — dalla Spagna all'Italia
13. Heliophanus auratus C. L. Koch, 1835 — Regione paleartica
  - Heliophanus auratus mediocinctus Kulczyński, 1898 — Austria
14. Heliophanus aviculus Berland & Millot, 1941 — Africa centrale e occidentale
15. Heliophanus baicalensis Kulczynski, 1895 — Russia, Mongolia, Cina
16. Heliophanus bellus Wesolowska, 1986 — Sudafrica
17. Heliophanus berlandi Lawrence, 1937 — Sudafrica
18. Heliophanus bisulcus Wesolowska, 1986 — Sudafrica
19. Heliophanus bolensis Wesolowska, 2003 — Etiopia
20. Heliophanus brevis Wesolowska, 2003 — Etiopia
21. Heliophanus butemboensis Wesolowska, 1986 — Congo, Ruanda
22. Heliophanus camtschadalicus Kulczynski, 1885 — Svezia, Russia
23. Heliophanus canariensis Wesolowska, 1986 — Isole Canarie
24. Heliophanus capensis Wesolowska, 1986 — Sudafrica
25. Heliophanus capicola Simon, 1901 — Sudafrica
26. Heliophanus cassinicola Simon, 1910 — Africa occidentale, centrale e orientale, Yemen
27. Heliophanus charlesi Wesolowska, 2003 — Sudafrica
28. Heliophanus chikangawanus Wesolowska, 1986 — Angola, Malawi
29. Heliophanus chovdensis Prószynski, 1982 — dal Kazakistan alla Mongolia
30. Heliophanus claviger Simon, 1901 — Sudafrica
31. Heliophanus congolensis Giltay, 1935 — dal Congo a São Tomé
32. Heliophanus conspicuus Wesolowska, 1986 — Algeria
33. Heliophanus creticus Giltay, 1932 — Creta
34. Heliophanus crudeni Lessert, 1925 — Tanzania
35. Heliophanus cupreus (Walckenaer, 1802)[1] — Regione paleartica
  - Heliophanus cupreus cuprescens (Simon, 1868) — Spagna
  - Heliophanus cupreus globifer (Simon, 1868) — Italia
36. Heliophanus curvidens (O. P.-Cambridge, 1872) — da Israele alla Cina
37. Heliophanus cuspidatus Xiao, 2000 — Cina
38. Heliophanus dampfi Schenkel, 1923 — Europa, Russia
39. Heliophanus deamatus Peckham & Peckham, 1903 — Africa centrale e meridionale
40. Heliophanus debilis Simon, 1901 — Africa centrale, orientale e meridionale
41. Heliophanus decempunctatus (Caporiacco, 1941) — Etiopia
42. Heliophanus decoratus L. Koch, 1875 — Africa settentrionale, Israele
43. Heliophanus deformis Wesolowska, 1986 — Angola
44. Heliophanus demonstrativus Wesolowska, 1986 — Africa orientale e meridionale
45. Heliophanus deserticola Simon, 1901 — Sudafrica
46. Heliophanus difficilis Wesolowska, 1986 — Congo
47. Heliophanus dubius C. L. Koch, 1835 — Regione paleartica
48. Heliophanus dunini Rakov & Logunov, 1997 — Azerbaigian, Kazakistan
49. Heliophanus dux Wesolowska & van Harten, 1994 — Yemen
50. Heliophanus eccentricus Ledoux, 2007 — Isola Réunion
51. Heliophanus edentulus Simon, 1871 — Mediterraneo
52. Heliophanus encifer Simon, 1871 — Mediterraneo
53. Heliophanus equester L. Koch, 1867 — dall'Italia all'Azerbaigian
54. Heliophanus erythropleurus Kulczynski, 1901 — Etiopia
55. Heliophanus eucharis Simon, 1887 — Costa d'Avorio
56. Heliophanus falcatus Wesolowska, 1986 — Congo, Angola
57. Heliophanus fascinatus Wesolowska, 1986 — dal Sudan al Botswana
58. Heliophanus feltoni Logunov, 2009 — Turchia
59. Heliophanus flavipes (Hahn, 1832) — Regione paleartica
60. Heliophanus forcipifer Kulczynski, 1895 — Asia centrale
61. Heliophanus fuerteventurae Schmidt & Krause, 1996 — Isole Canarie
62. Heliophanus giltayi Lessert, 1933 — dal Kenya all'Angola
63. Heliophanus gladiator Wesolowska, 1986 — Kenya, Malawi
64. Heliophanus glaucus Bösenberg & Lenz, 1895 — Egitto, Libia
65. Heliophanus gloriosus Wesolowska, 1986 — Angola, Botswana
66. Heliophanus hamifer Simon, 1886 — Mozambico, Zimbabwe, Madagascar, Isole Seychelles
67. Heliophanus harpago Simon, 1910 — Africa centrale e occidentale
68. Heliophanus hastatus Wesolowska, 1986 — Sudafrica
69. Heliophanus heurtaultae Rollard & Wesolowska, 2002 — Guinea
70. Heliophanus horrifer Wesolowska, 1986 — Sudafrica
71. Heliophanus ibericus Wesolowska, 1986 — Spagna
72. Heliophanus imerinensis Simon, 1901 — Madagascar
73. Heliophanus imperator Wesolowska, 1986 — Kenya, Malawi
74. Heliophanus improcerus Wesolowska, 1986 — Congo
75. Heliophanus innominatus Wesolowska, 1986 — Madagascar
76. Heliophanus insperatus Wesolowska, 1986 — Angola, Zimbabwe, Sudafrica
77. Heliophanus iranus Wesolowska, 1986 — Iran
78. Heliophanus japonicus Kishida, 1910 — Giappone
79. Heliophanus kankanensis Berland & Millot, 1941 — Africa centrale e occidentale
80. Heliophanus kenyaensis Wesolowska, 1986 — Africa centrale
81. Heliophanus kilimanjaroensis Wesolowska, 1986 — Tanzania
82. Heliophanus kochii Simon, 1868 — Regione paleartica
83. Heliophanus koktas Logunov, 1992 — Kazakistan
84. Heliophanus konradthaleri Logunov, 2009 — Turchia
85. Heliophanus kovacsi Wesolowska, 2003 — Etiopia
86. Heliophanus lawrencei Wesolowska, 1986 — Congo, Angola
87. Heliophanus lesserti Wesolowska, 1986 — Africa centrale e meridionale
88. Heliophanus leucopes Wesolowska, 2003 — Etiopia
89. Heliophanus lineiventris Simon, 1868 — Regione paleartica
90. Heliophanus macentensis Berland & Millot, 1941 — dalla Costa d'Avorio al Kenya
91. Heliophanus machaerodus Simon, 1909 — Africa settentrionale
92. Heliophanus maculatus Karsch, 1878 — Nuovo Galles del Sud
93. Heliophanus malus Wesolowska, 1986 — Siria, Israele
94. Heliophanus maralal Wesolowska, 2003 — Kenya
95. Heliophanus marshalli Peckham & Peckham, 1903 — Sudafrica
96. Heliophanus mauricianus Simon, 1901 — Mauritius, Isola Réunion
97. Heliophanus megae Wesolowska, 2003 — Zimbabwe
98. Heliophanus melinus L. Koch, 1867 — Regione paleartica
99. Heliophanus menemeriformis Strand, 1907 — Tanzania
100. Heliophanus minutissimus (Caporiacco, 1941) — Etiopia
101. Heliophanus mirabilis Wesolowska, 1986 — Sudafrica
102. Heliophanus modicus Peckham & Peckham, 1903 — Sudafrica, Madagascar
103. Heliophanus montanus Wesolowska, 2006 — Namibia
104. Heliophanus mordax (O. P.-Cambridge, 1872) — dalla Grecia all'Asia centrale
105. Heliophanus mucronatus Simon, 1901 — Madagascar
106. Heliophanus nanus Wesolowska, 2003 — Sudafrica
107. Heliophanus nobilis Wesolowska, 1986 — Congo
108. Heliophanus ochrichelis Strand, 1907 — Tanzania
109. Heliophanus orchesta Simon, 1886 — Africa centrale e meridionale, Madagascar
110. Heliophanus orchestioides Lessert, 1925 — Africa orientale, Zimbabwe
111. Heliophanus papyri Wesolowska, 2003 — Etiopia
112. Heliophanus parvus Wesolowska & van Harten, 1994 — Socotra
113. Heliophanus patagiatus Thorell, 1875 — Regione paleartica
  - Heliophanus patagiatus albolineatus Kulczynski, 1901 — Russia
114. Heliophanus patellaris Simon, 1901 — Sudafrica
115. Heliophanus paulus Wesolowska, 1986 — Botswana
116. Heliophanus pauper Wesolowska, 1986 — Etiopia, Zambia, Kenya, Zimbabwe
117. Heliophanus peckhami Simon, 1902 — Sudafrica
118. Heliophanus pistaciae Wesolowska, 2003 — Zimbabwe, Sudafrica
119. Heliophanus portentosus Wesolowska, 1986 — Sudafrica
120. Heliophanus potanini Schenkel, 1963 — Afghanistan, Asia centrale, Mongolia, Cina
121. Heliophanus pratti Peckham & Peckham, 1903 — Namibia, Sudafrica
122. Heliophanus proszynskii Wesolowska, 2003 — Sudafrica
123. Heliophanus pygmaeus Wesolowska & Russell-Smith, 2000 — Senegal, Tanzania, Zimbabwe
124. Heliophanus ramosus Wesolowska, 1986 — Algeria, Spagna
125. Heliophanus redimitus Simon, 1910 — Sudafrica
126. Heliophanus robustus Berland & Millot, 1941 — Costa d'Avorio, Congo
127. Heliophanus rufithorax Simon, 1868 — dall'Europa meridionale all'Asia centrale
128. Heliophanus rutrosus Wesolowska, 2003 — Etiopia
129. Heliophanus saudis Prószynski, 1989 — Arabia Saudita, Yemen
130. Heliophanus semirasus Lawrence, 1928 — Namibia
131. Heliophanus similior Ledoux, 2007 — Isola Réunion
132. Heliophanus simplex Simon, 1868 — Regione paleartica
133. Heliophanus sororius Wesolowska, 2003 — Sudafrica
134. Heliophanus splendidus Wesolowska, 2003 — Congo
135. Heliophanus stylifer Simon, 1878 — Marocco, Algeria
136. Heliophanus termitophagus Wesolowska & Haddad, 2002 — Sudafrica
137. Heliophanus thaleri Wesolowska, 2009 — Sudafrica
138. Heliophanus transvaalicus Simon, 1901 — Sudafrica
139. Heliophanus trepidus Simon, 1910 — Africa meridionale
140. Heliophanus tribulosus Simon, 1868 — dall'Europa al Kazakistan
141. Heliophanus tristis Wesolowska, 2003 — Etiopia
142. Heliophanus turanicus Charitonov, 1969 — Asia centrale
143. Heliophanus undecimmaculatus Caporiacco, 1941 — Africa orientale
144. Heliophanus ussuricus Kulczynski, 1895 — Russia, Mongolia, Cina, Corea, Giappone
145. Heliophanus uvirensis Wesolowska, 1986 — Congo
146. Heliophanus validus Wesolowska, 1986 — Kenya
147. Heliophanus variabilis (Vinson, 1863) — Isola Réunion
148. Heliophanus verus Wesolowska, 1986 — Iran, Azerbaigian
149. Heliophanus villosus Wesolowska, 1986 — Sudafrica
150. Heliophanus wesolowskae Rakov & Logunov, 1997 — Asia centrale
151. Heliophanus wulingensis Peng & Xie, 1996 — Cina
152. Heliophanus xanthopes Wesolowska, 2003 — Etiopia
153. Heliophanus xerxesi Logunov, 2009 — Iran

## Helpis
Helpis Simon, 1901
- Helpis abnormis Zabka, 2002 — Queensland
- Helpis gracilis Gardzinska, 1996 — Nuovo Galles del Sud
- Helpis kenilworthi Zabka, 2002 — Queensland, Nuovo Galles del Sud
- Helpis longichelis Strand, 1915 — Nuova Guinea
- Helpis minitabunda (L. Koch, 1880)[1] — Nuova Guinea, Australia orientale, Nuova Zelanda
- Helpis occidentalis Simon, 1909 — Australia
- Helpis risdonica Zabka, 2002 — Tasmania
- Helpis tasmanica Zabka, 2002 — Tasmania

## Helvetia
Helvetia Peckham & Peckham, 1894
- Helvetia albovittata Simon, 1901 — Brasile, Paraguay, Argentina, Isole Galapagos
- Helvetia cancrimana (Taczanowski, 1872) — Guiana francese, Brasile, Argentina
- Helvetia galianoae Ruiz & Brescovit, 2008 — Argentina
- Helvetia humillima (Mello-Leitão, 1943) — Brasile
- Helvetia labiata Ruiz & Brescovit, 2008 — Brasile
- Helvetia rinaldiae Ruiz & Brescovit, 2008 — Brasile
- Helvetia riojanensis Galiano, 1965 — Argentina
- Helvetia roeweri (Soares & Camargo, 1948) — Brasile
- Helvetia santarema Peckham & Peckham, 1894[1] — Brasile, Argentina
- Helvetia semialba (Simon, 1901) — Brasile
- Helvetia stridulans Ruiz & Brescovit, 2008 — Brasile

## Hentzia
Hentzia Marx, 1883

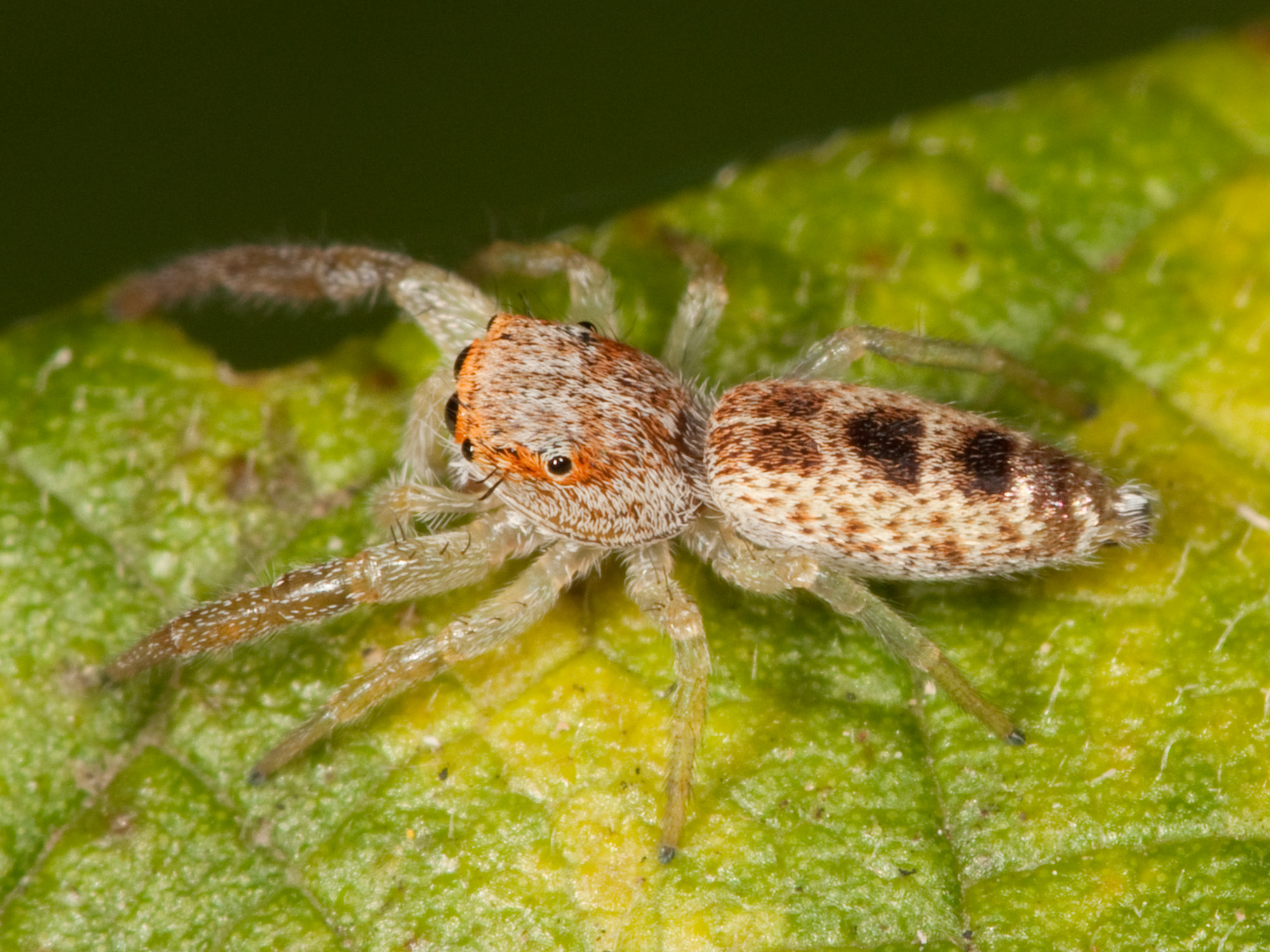
Hentzia palmarum, maschio

- Hentzia alamosa Richman, 2010 — USA
- Hentzia antillana Bryant, 1940 — Indie Occidentali
- Hentzia audax Bryant, 1940 — Cuba
- Hentzia calypso Richman, 1989 — Giamaica
- Hentzia chekika Richman, 1989 — USA, Isole Bahama, Cuba
- Hentzia cubana Richman, 1989 — Cuba
- Hentzia elegans (Keyserling, 1885) — America settentrionale
- Hentzia fimbriata (F. O. P.-Cambridge, 1901) — dal Messico alla Colombia
- Hentzia footei (Petrunkevitch, 1914) — Piccole Antille
- Hentzia grenada (Peckham & Peckham, 1894) — USA
- Hentzia mandibularis (Bryant, 1943) — Hispaniola
- Hentzia mitrata (Hentz, 1846) — USA, Canada, Isole Bahama
- Hentzia palmarum (Hentz, 1832)[1] — America settentrionale, Arcipelago delle Bermuda, Isole Bahama, Cuba

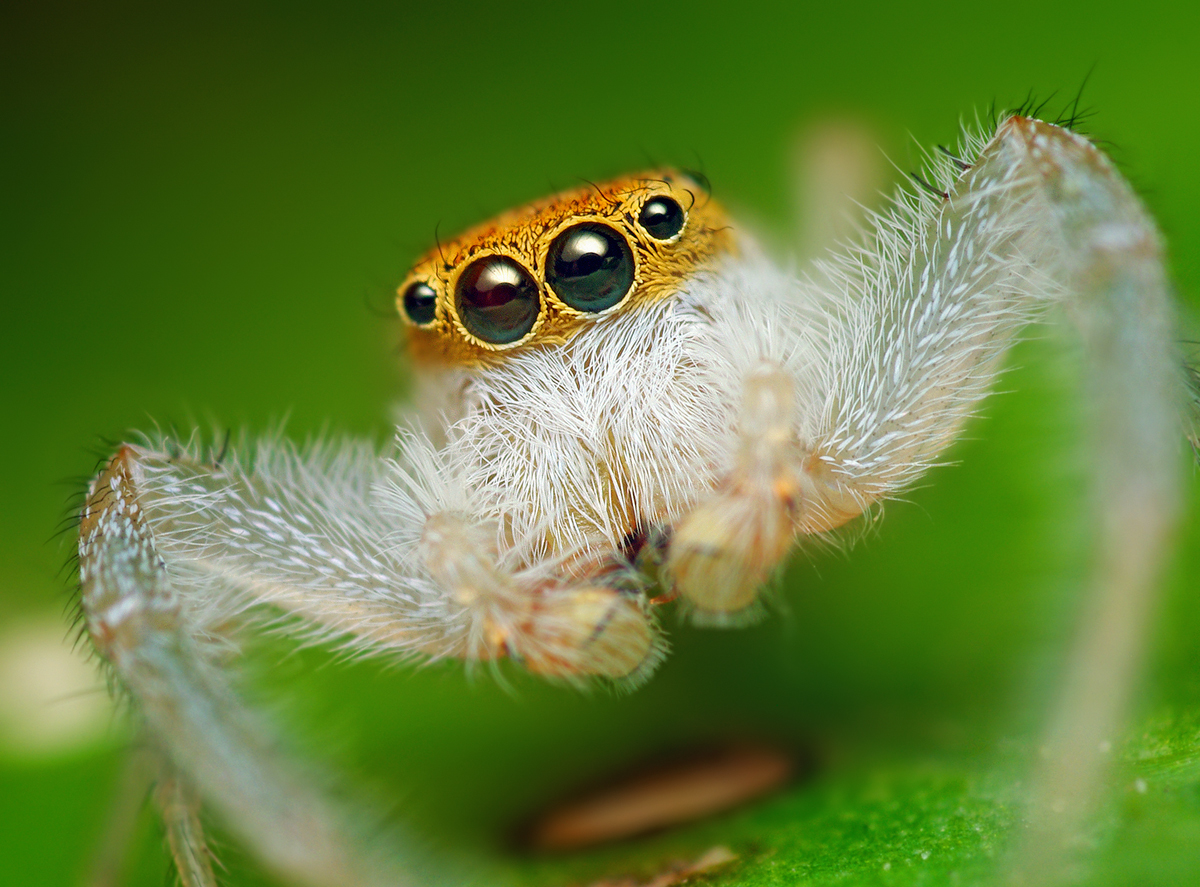
Hentzia mitrata, maschio adulto

- Hentzia parallela (Peckham & Peckham, 1894) — da Honduras a Trinidad
- Hentzia pima Richman, 1989 — USA
- Hentzia poenitens (Chamberlin, 1924) — Messico
- Hentzia squamata (Petrunkevitch, 1930) — Portorico
- Hentzia tibialis Bryant, 1940 — Cuba
- Hentzia vernalis (Peckham & Peckham, 1893) — dalla Colombia alle Isole Saint Vincent e Grenadine (Piccole Antille)
- Hentzia vittata (Keyserling, 1885) — Grandi Antille
- Hentzia whitcombi Richman, 1989 — Portorico, Piccole Antille
- Hentzia zombia Richman, 1989 — Hispaniola

## Heratemita
Heratemita Strand, 1932
- Heratemita alboplagiata (Simon, 1899) — Filippine
- Heratemita chrysozona (Simon, 1899)[1] — Sumatra

## Hermotimus
Hermotimus Simon, 1903
- Hermotimus coriaceus Simon, 1903[1] — Africa occidentale

## Hindumanes
Hindumanes Logunov, 2004
- Hindumanes karnatakaensis (Tikader & Biswas, 1978)[1] — India

## Hinewaia
Hinewaia Zabka & Pollard, 2002
- Hinewaia embolica Zabka & Pollard, 2002[1] — Nuova Zelanda

## Hispo
Hispo Simon, 1886
- Hispo alboclypea Wanless, 1981 — Isole Seychelles
- Hispo alboguttata Simon, 1903 — Sumatra
- Hispo bipartita Simon, 1903 — India, Sri Lanka
- Hispo cingulata Simon, 1886[1] — Madagascar
- Hispo frenata (Simon, 1900) — Madagascar
- Hispo georgius (Peckham & Peckham, 1892) — Africa centrale, orientale e meridionale, Madagascar
- Hispo macfarlanei Wanless, 1981 — Madagascar
- Hispo pullata Wanless, 1981 — Madagascar
- Hispo striolata Simon, 1898 — Isole Seychelles
- Hispo sulcata Wanless, 1981 — Madagascar
- Hispo tenuis Wanless, 1981 — Madagascar

## Hisukattus
Hisukattus Galiano, 1987
- Hisukattus alienus Galiano, 1987 — Brasile
- Hisukattus simplex (Mello-Leitão, 1944) — Argentina
- Hisukattus transversalis Galiano, 1987[1]  — Argentina, Paraguay
- Hisukattus tristis (Mello-Leitão, 1944) — Argentina

## Holcolaetis
Holcolaetis Simon, 1886
- Holcolaetis albobarbata Simon, 1910 — Africa occidentale e centrale
- Holcolaetis clarki Wanless, 1985 — Africa occidentale e centrale
- Holcolaetis cothurnata (Gerstäcker, 1873) — Zanzibar
- Holcolaetis dyali Roewer, 1951 — Pakistan
- Holcolaetis strandi Caporiacco, 1940 — Etiopia
- Holcolaetis vellerea Simon, 1910 — Africa occidentale e centrale, Zimbabwe, Yemen
- Holcolaetis xerampelina Simon, 1886[1] — Malawi, Zambia, Tanzania, Zimbabwe
- Holcolaetis zuluensis Lawrence, 1937 — Africa meridionale

## Holoplatys
Holoplatys Simon, 1885

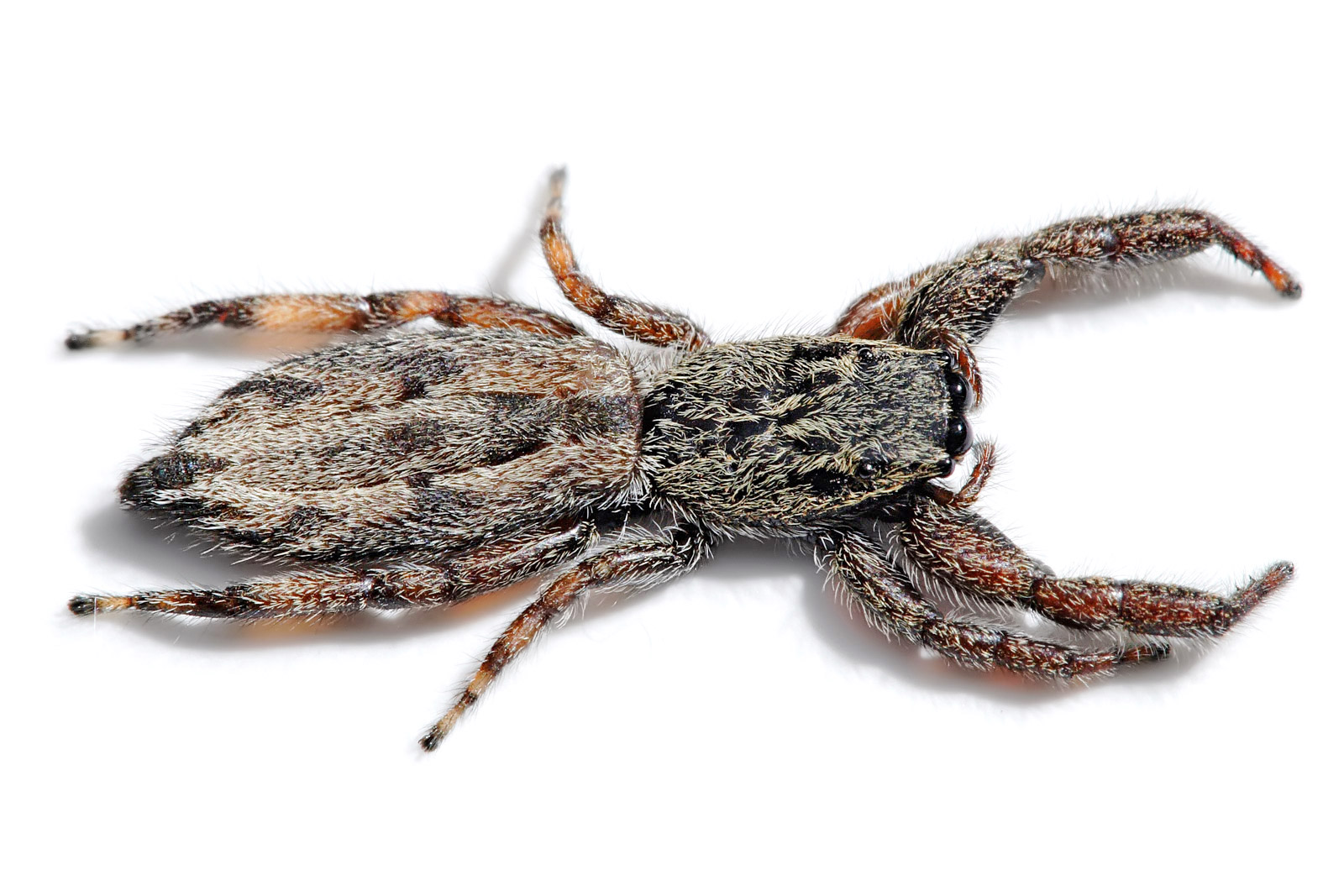
Holoplatys semiplanata

1. Holoplatys apressus (Powell, 1873) — Nuova Zelanda
2. Holoplatys bicolor Simon, 1901 — Queensland, Australia occidentale
3. Holoplatys bicoloroides Zabka, 1991 — Australia occidentale
4. Holoplatys borali Zabka, 1991 — Australia occidentale
5. Holoplatys braemarensis Zabka, 1991 — Queensland
6. Holoplatys bramptonensis Zabka, 1991 — Queensland
7. Holoplatys canberra Zabka, 1991 — Australian Capital Territory
8. Holoplatys carolinensis Berry, Beatty & Prószynski, 1996 — Isole Caroline
9. Holoplatys chudalupensis Zabka, 1991 — Australia occidentale
10. Holoplatys colemani Zabka, 1991 — Queensland, Nuovo Galles del Sud
11. Holoplatys complanata (L. Koch, 1879) — Queensland, Territorio del Nord (Australia), Nuova Guinea
12. Holoplatys complanatiformis Zabka, 1991 — Queensland, Nuovo Galles del Sud
13. Holoplatys daviesae Zabka, 1991 — Queensland, Nuovo Galles del Sud
14. Holoplatys dejongi Zabka, 1991 — Australia occidentale
15. Holoplatys desertina Zabka, 1991 — Australia occidentale, Australia meridionale
16. Holoplatys embolica Zabka, 1991 — Queensland
17. Holoplatys fusca (Karsch, 1878) — dall'Australia occidentale al Queensland
18. Holoplatys grassalis Zabka, 1991 — Australia occidentale
19. Holoplatys invenusta (L. Koch, 1879) — Queensland, Nuovo Galles del Sud, Victoria (Australia)
20. Holoplatys jardinensis Zabka, 1991 — Queensland, Nuova Guinea
21. Holoplatys julimarina Zabka, 1991 — Australia occidentale
22. Holoplatys kalgoorlie Zabka, 1991 — Australia occidentale
23. Holoplatys kempensis Zabka, 1991 — Territorio del Nord (Australia)
24. Holoplatys lhotskyi Zabka, 1991 — Queensland, Tasmania
25. Holoplatys mascordi Zabka, 1991 — Nuovo Galles del Sud, Australia meridionale
26. Holoplatys meda Zabka, 1991 — Australia occidentale
27. Holoplatys minuta Zabka, 1991 — Queensland
28. Holoplatys oakensis Zabka, 1991 — Queensland
29. Holoplatys panthera Zabka, 1991 — Australia meridionale
30. Holoplatys pedder Zabka, 1991 — Tasmania
31. Holoplatys pemberton Zabka, 1991 — Australia occidentale
32. Holoplatys planissima (L. Koch, 1879)[1] — dall'Australia occidentale al Queensland
  - Holoplatys planissima occidentalis Thorell, 1890 — Sumatra
33. Holoplatys queenslandica Zabka, 1991 — Queensland, Nuova Guinea
34. Holoplatys rainbowi Zabka, 1991 — Queensland
35. Holoplatys semiplanata Zabka, 1991 — Australia orientale, Nuova Caledonia
36. Holoplatys strzeleckii Zabka, 1991 — Australia meridionale, Tasmania
37. Holoplatys tasmanensis Zabka, 1991 — Tasmania
38. Holoplatys windjanensis Zabka, 1991 — Australia occidentale

## Homalattus
Homalattus White, 1841
- Homalattus coriaceus Simon, 1902 — Sierra Leone, Sudafrica
- Homalattus marshalli Peckham & Peckham, 1903 — Sudafrica
- Homalattus obscurus Peckham & Peckham, 1903 — Sudafrica
- Homalattus punctatus Peckham & Peckham, 1903 — Sudafrica
- Homalattus pustulatus (White, 1841)[1] — Sierra Leone
- Homalattus similis Peckham & Peckham, 1903 — Sudafrica

## Huntiglennia
Huntiglennia Zabka & Gray, 2004
- Huntiglennia williamsi Zabka & Gray, 2004[1] — Nuovo Galles del Sud

## Hurius
Hurius Simon, 1901
- Hurius aeneus (Mello-Leitão, 1941) — Argentina
- Hurius petrohue Galiano, 1985 — Cile
- Hurius pisac Galiano, 1985 — Perù
- Hurius vulpinus Simon, 1901[1]  — Ecuador

## Hyctiota
Hyctiota Strand, 1911
- Hyctiota banda Strand, 1911[1] — Arcipelago delle Molucche

## Hyetussa
Hyetussa Simon, 1902
- Hyetussa aguilari Galiano, 1978 — Perù
- Hyetussa andalgalaensis Galiano, 1976 — Argentina
- Hyetussa cribrata (Simon, 1901) — Paraguay, Argentina
- Hyetussa mesopotamica Galiano, 1976 — Argentina
- Hyetussa secta (Mello-Leitão, 1944) — Argentina
- Hyetussa simoni Galiano, 1976[1] — Venezuela

## Hyllus
Hyllus C. L. Koch, 1846
1. Hyllus acutus (Blackwall, 1877) — Isole Comore, Isole Seychelles
2. Hyllus aethiopicus Strand, 1906 — Etiopia
3. Hyllus africanus Lessert, 1927 — Congo
4. Hyllus albofasciatus Thorell, 1899 — Camerun
5. Hyllus albomarginatus (Lenz, 1886) — Madagascar
6. Hyllus albooculatus (Vinson, 1863) — Madagascar
7. Hyllus alboplagiatus Thorell, 1899 — Camerun
8. Hyllus angustivulvus Caporiacco, 1940 — Etiopia
9. Hyllus argyrotoxus Simon, 1902 — Africa occidentale, orientale e meridionale
10. Hyllus atroniveus Caporiacco, 1940 — Etiopia
11. Hyllus aubryi (Lucas, 1858) — Gabon
12. Hyllus bifasciatus Ono, 1993 — Madagascar
13. Hyllus bos (Sundevall, 1833) — India
14. Hyllus brevitarsis Simon, 1902 — dall'Etiopia al Sudafrica
15. Hyllus carbonarius Lessert, 1927 — Congo
16. Hyllus congoensis Lessert, 1927 — Costa d'Avorio, Congo
17. Hyllus cornutus (Blackwall, 1866) — Africa
18. Hyllus decellei Wanless & Clark, 1975 — Costa d'Avorio
19. Hyllus decoratus Thorell, 1887 — Birmania
20. Hyllus deyrollei (Lucas, 1858) — Gabon, Costa d'Avorio
21. Hyllus diardi (Walckenaer, 1837) — Birmania, dalla Cina a Giava
22. Hyllus dotatus (Peckham & Peckham, 1903) — dal Sudan all'Africa meridionale, Yemen
23. Hyllus duplicidentatus Caporiacco, 1941 — Etiopia
24. Hyllus erlangeri Strand, 1906 — Etiopia
25. Hyllus flavescens Simon, 1902 — Sudafrica
26. Hyllus fur Strand, 1906 — Etiopia
27. Hyllus fusciventris Strand, 1906 — Etiopia
28. Hyllus giganteus C. L. Koch, 1846[1] — da Sumatra all'Australia
  - Hyllus giganteus whitei Thorell, 1877 — Celebes
29. Hyllus gulosus (Simon, 1877) — Filippine
30. Hyllus holochalceus Simon, 1910 — Bioko (Golfo di Guinea)
31. Hyllus insularis Metzner, 1999 — Grecia, Iran
32. Hyllus interrogationis (Strand, 1907) — Madagascar
33. Hyllus jallae Pavesi, 1897 — Africa
34. Hyllus janthinus (C. L. Koch, 1846) — dalla Birmania a Giava
35. Hyllus juanensis Strand, 1907 — Mozambico
36. Hyllus keratodes (Hasselt, 1882) — Sumatra
37. Hyllus lacertosus (C. L. Koch, 1846) — dal Vietnam a Giava
  - Hyllus lacertosus borneensis (Thorell, 1892) — Borneo
38. Hyllus leucomelas (Lucas, 1858) — Africa occidentale
39. Hyllus lugubrellus Strand, 1908 — Madagascar
40. Hyllus lugubris (Vinson, 1863) — Madagascar
41. Hyllus lwoffi Berland & Millot, 1941 — Guinea
42. Hyllus madagascariensis (Vinson, 1863) — Madagascar
43. Hyllus manensis Strand, 1906 — Etiopia
44. Hyllus maskaranus Barrion & Litsinger, 1995 — Filippine
45. Hyllus minahassae Merian, 1911 — Celebes
46. Hyllus mniszechi (Lucas, 1858) — Gabon
47. Hyllus multiaculeatus Caporiacco, 1949 — Kenya
48. Hyllus nebulosus Peckham & Peckham, 1907 — Borneo
49. Hyllus nossibeensis Strand, 1907 — Madagascar
50. Hyllus nummularis (Gerstäcker, 1873) — Zanzibar
51. Hyllus pachypoessae Strand, 1907 — Camerun
52. Hyllus plexippoides Simon, 1906 — dalla Costa d'Avorio all'Egitto
53. Hyllus pudicus Thorell, 1895 — India, Birmania
54. Hyllus pulcherrimus Peckham & Peckham, 1907 — Borneo
55. Hyllus pupillatus (Fabricius, 1793) — Cina
56. Hyllus ramadanii Wesolowska & Russell-Smith, 2000 — Tanzania
57. Hyllus robinsoni Hogg, 1919 — Sumatra
58. Hyllus rotundithorax Wesolowska & Russell-Smith, 2000 — Tanzania
59. Hyllus sansibaricus Roewer, 1951 — Zanzibar
60. Hyllus semicupreus (Simon, 1885) — India, Sri Lanka
61. Hyllus senegalensis (C. L. Koch, 1846) — Senegal
62. Hyllus stigmatias (L. Koch, 1875) — Etiopia
63. Hyllus suillus Thorell, 1899 — Camerun
64. Hyllus thyeniformis Strand, 1906 — Etiopia
65. Hyllus treleaveni Peckham & Peckham, 1902 — Africa centrale, orientale e meridionale
66. Hyllus tuberculatus Wanless & Clark, 1975 — Costa d'Avorio
67. Hyllus viduatus Caporiacco, 1940 — Etiopia
68. Hyllus vinsoni (Peckham & Peckham, 1885) — Madagascar
69. Hyllus virgillus Strand, 1907 — Madagascar
70. Hyllus walckenaeri (White, 1846) — Borneo, Celebes

### Sinonimie
- Hyllus guineensis Berland & Millot, 1941;[22].
- Hyllus normanae Wanless & Clark, 1975;[23].

## Hypaeus
Hypaeus Simon, 1900
- Hypaeus annulifer Simon, 1900 — Brasile
- Hypaeus barromachadoi Caporiacco, 1947[24] — Guyana
- Hypaeus benignus (Peckham & Peckham, 1885) — dal Messico a Panamá
- Hypaeus concinnus Simon, 1900 — Brasile
- Hypaeus cucullatus Simon, 1900 — Ecuador
- Hypaeus duodentatus Crane, 1943 — Guyana
- Hypaeus estebanensis Simon, 1900 — Venezuela
- Hypaeus flavipes Simon, 1900 — Brasile
- Hypaeus flemingi Crane, 1943 — Venezuela, Brasile
- Hypaeus frontosus Simon, 1900 — Brasile
- Hypaeus ignicomus Simon, 1900 — Brasile
- Hypaeus luridomaculatus Simon, 1900 — Brasile
- Hypaeus miles Simon, 1900 — Brasile, Guyana
- Hypaeus mystacalis (Taczanowski, 1878) — Ecuador, Perù
- Hypaeus nigrocomosus Simon, 1900 — Brasile
- Hypaeus porcatus (Taczanowski, 1871)[1] — Guiana francese
- Hypaeus quadrinotatus Simon, 1900 — Brasile
- Hypaeus taczanowskii (Mello-Leitão, 1948) — Guiana francese, Guyana
- Hypaeus triplagiatus Simon, 1900 — Brasile, Perù
- Hypaeus venezuelanus Simon, 1900 — Venezuela

## Hypoblemum
Hypoblemum Peckham & Peckham, 1886
- Hypoblemum albovittatum (Keyserling, 1882) — Queensland, Nuova Zelanda
- Hypoblemum villosum (Keyserling, 1883)[1] — Nuovo Galles del Sud

## Icius
Icius Simon, 1876

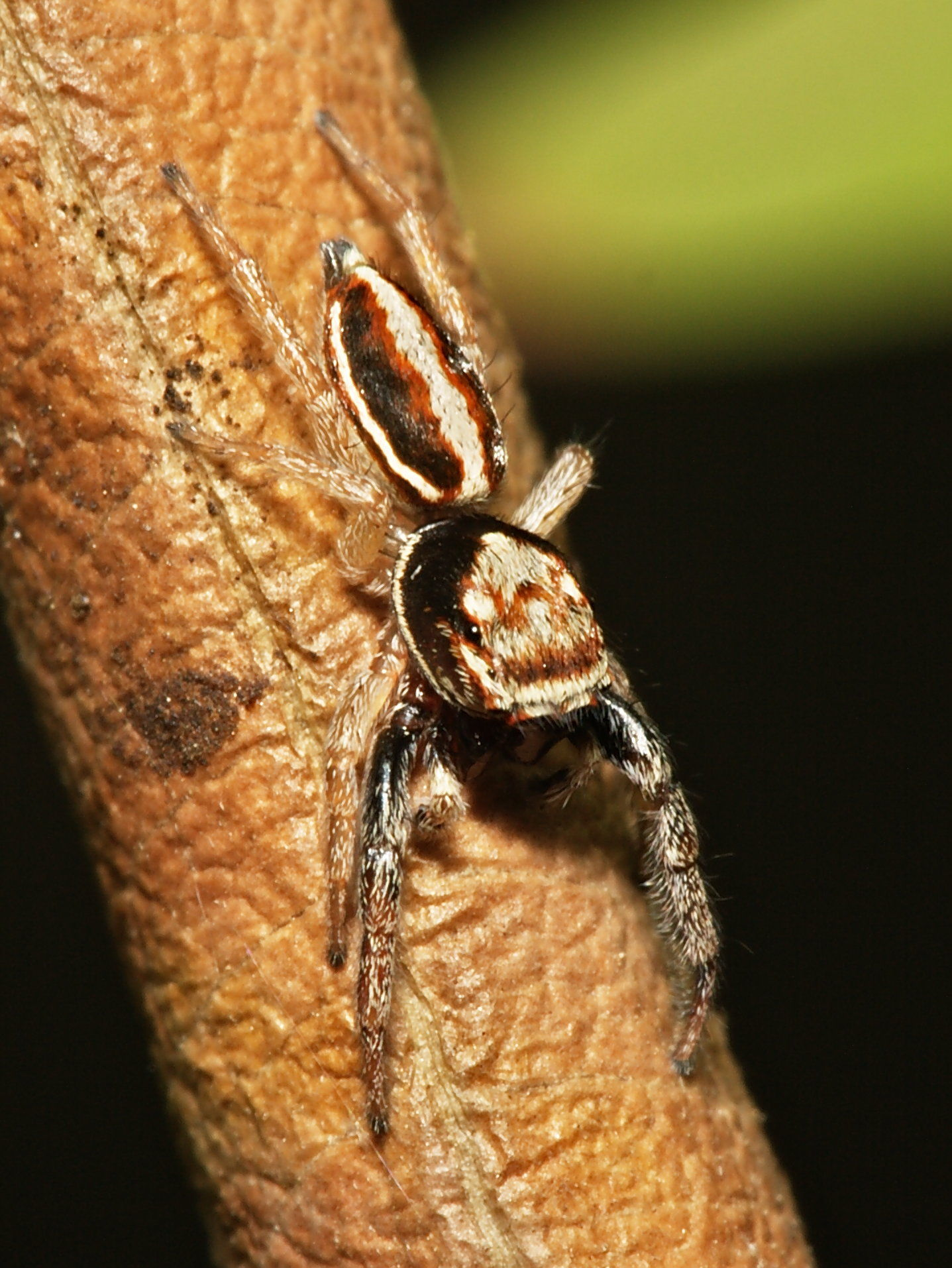
Icius subinermis, maschio

- Icius abnormis Denis, 1958 — Afghanistan
- Icius bilobus Yang & Tang, 1996 — Cina
- Icius brunellii Caporiacco, 1940 — Etiopia
- Icius cervinus Simon, 1878 — Russia
- Icius congener Simon, 1871 — Mediterraneo occidentale
- Icius crassipes (Simon, 1868) — Spagna, Algeria, Tunisia
- Icius daisetsuzanus Saito, 1934 — Giappone
- Icius dendryphantoides Strand, 1909 — Sudafrica
- Icius desertorum Simon, 1901 — Sudafrica
- Icius glaucochirus (Thorell, 1890) — Sumatra
- Icius gyirongensis Hu, 2001 — Cina
- Icius hamatus (C. L. Koch, 1846)[1] — Regione paleartica
- Icius hongkong Song et al., 1997 — Hong Kong
- Icius ildefonsus Chamberlin, 1924 — Messico
- Icius inhonestus Keyserling, 1878 — Uruguay
- Icius insolidus (Wesolowska, 1999) — Africa meridionale
- Icius insolitus Alicata & Cantarella, 1994 — Spagna
- Icius minimus Wesolowska & Tomasiewicz, 2008 — Etiopia
- Icius nebulosus (Simon, 1868) — Mediterraneo occidentale
- Icius nigricaudus Wesolowska & Haddad, 2009 — Sudafrica
- Icius ocellatus Pavesi, 1883 — Africa orientale
- Icius pallidulus Nakatsudi, 1943 — Micronesia
- Icius peculiaris Wesolowska & Tomasiewicz, 2008 — Etiopia
- Icius pseudocellatus Strand, 1907 — Sudafrica
- Icius separatus Banks, 1903 — Hispaniola
- Icius simoni Alicata & Cantarella, 1994 — Algeria
- Icius steelae Logunov, 2004 — Sudan
- Icius subinermis Simon, 1937 — Mediterraneo, Germania
- Icius testaceolineatus (Lucas, 1846) — Algeria
- Icius yadongensis Hu, 2001 — Cina

## Idastrandia
Idastrandia Strand, 1929
- Idastrandia orientalis (Szombathy, 1915)[1] — Malesia

## Ilargus
Ilargus Simon, 1901
- Ilargus coccineus Simon, 1901[1] — Brasile
- Ilargus nitidisquamulatus Soares & Camargo, 1948 — Brasile
- Ilargus singularis Caporiacco, 1955 — Venezuela

### Nomen dubium
- Ilargus modestus Caporiacco, 1947[25]

## Imperceptus
Imperceptus Prószynski, 1992
- Imperceptus minutus Prószynski, 1992[1] — India

## Indomarengo
Indomarengo Benjamin, 2004
- Indomarengo chandra Benjamin, 2004 — Sumatra
- Indomarengo sarawakensis Benjamin, 2004[1] — Giava, Borneo
- Indomarengo thomsoni (Wanless, 1978) — Borneo

## Iona
Iona Peckham & Peckham, 1886
- Iona nigrovittata (Keyserling, 1882)[1] — Isole Tonga

## Iranattus
Iranattus Prószynski, 1992
- Iranattus rectangularis Prószynski, 1992[1] — Iran

## Irura
Irura Peckham & Peckham, 1901

Irura pygaea, femmina, vista frontale

- Irura bicolor Zabka, 1985 — Vietnam
- Irura hamatapophysis (Peng & Yin, 1991) — Cina
- Irura longiochelicera (Peng & Yin, 1991) — Cina
- Irura mandarina Simon, 1903 — Asia sudorientale
- Irura prima (Zabka, 1985) — Vietnam
- Irura pulchra Peckham & Peckham, 1901[1] — Sri Lanka
- Irura pygaea (Thorell, 1891) — Malesia
- Irura trigonapophysis (Peng & Yin, 1991) — Cina
- Irura yueluensis (Peng & Yin, 1991) — Cina
- Irura yunnanensis (Peng & Yin, 1991) — Cina

## Itata
Itata Peckham & Peckham, 1894
- Itata completa (Banks, 1929) — Panama
- Itata isabellina (Taczanowski, 1878) — Perù
- Itata partita Mello-Leitão, 1930 — Brasile
- Itata tipuloides Simon, 1901 — Perù, Bolivia, Brasile
- Itata vadia Peckham & Peckham, 1894[1] — Colombia

## Jacksonoides
Jacksonoides Wanless, 1988
- Jacksonoides distinctus Wanless, 1988 — Queensland
- Jacksonoides eileenae Wanless, 1988 — Queensland
- Jacksonoides kochi (Simon, 1900) — Queensland
- Jacksonoides nubilis Wanless, 1988 — Queensland
- Jacksonoides queenslandicus Wanless, 1988[1] — Queensland
- Jacksonoides simplexipalpis Wanless, 1988 — Queensland
- Jacksonoides subtilis Wanless, 1988 — Queensland

## Jajpurattus
Jajpurattus Prószynski, 1992
- Jajpurattus incertus Prószynski, 1992[1] — India

## Jaluiticola
Jaluiticola Roewer, 1944
- Jaluiticola hesslei Roewer, 1944[1] — Isole Marshall

## Jollas
Jollas Simon, 1901
- Jollas amazonicus Galiano, 1991 — Brasile
- Jollas armatus (Bryant, 1943) — Hispaniola
- Jollas crassus (Bryant, 1943) — Hispaniola
- Jollas geniculatus Simon, 1901[1] — Panama, Trinidad, Colombia, Venezuela, Guyana
- Jollas hawkeswoodi Makhan, 2007 — Suriname
- Jollas lahorensis (Dyal, 1935) — Pakistan
- Jollas manantiales Galiano, 1991 — Argentina
- Jollas minutus (Petrunkevitch, 1930) — Portorico
- Jollas paranacito Galiano, 1991 — Argentina
- Jollas pompatus (Peckham & Peckham, 1893) — Panama, Isole Saint Vincent e Grenadine (Piccole Antille)
- Jollas puntalara Galiano, 1991 — Argentina
- Jollas richardwellsi Makhan, 2009 — Suriname

## Jotus
Jotus L. Koch, 1881
- Jotus auripes L. Koch, 1881[1] — Nuovo Galles del Sud
- Jotus braccatus L. Koch, 1881 — Queensland
- Jotus debilis L. Koch, 1881 — Nuovo Galles del Sud
- Jotus frosti Peckham & Peckham, 1901 — Victoria (Australia)
- Jotus insulanus Rainbow, 1920 — Isola Lord Howe
- Jotus maculivertex Strand, 1911 — Isole Kei (Indonesia)
- Jotus minutus L. Koch, 1881 — Queensland
- Jotus ravus (Urquhart, 1893) — Nuova Zelanda

## Judalana
Judalana Rix, 1999
- Judalana lutea Rix, 1999 — Queensland

## Generi trasferiti
- Gangus Simon, 1902; trasferito al genere Thyene Simon, 1885